# 西鉄天神大牟田線
天神大牟田線（てんじんおおむたせん）は、福岡県福岡市中央区の西鉄福岡（天神）駅から福岡県大牟田市の大牟田駅までを結ぶ、西日本鉄道（西鉄）の鉄道路線である。駅ナンバリングに用いられる路線記号はT。
路線総延長は74.8キロメートル（km）で、駅数は50。九州最大の繁華街である天神を起点に、大牟田駅まで、福岡県を南北に結ぶ大動脈である。

## 概要
天神大牟田線は西鉄の鉄道事業では本線格にあたり、太宰府線と甘木線が支線として分岐している。沿線は県下でも比較的規模の大きな都市が連なっており、古くから沿線開発が進んだ。西鉄久留米駅では駅ビルを核に商業エリアの整備が進められ、大牟田市でも三井グループの協力を得て新栄町駅前一帯で西鉄による市街地再開発が行われた。 九州鉄道により福岡駅（現・西鉄福岡（天神）駅）から久留米駅（現・西鉄久留米駅）まで区間が1924年（大正13年）4月12日に開業して以降、沿線各地から福岡市への通勤・通学や沿線都市間輸送の役割を担っている。
加えて沿線には沿線には名所・観光地も多く、太宰府天満宮や九州国立博物館は大宰府線太宰府駅が、旧柳河藩城下町は西鉄柳川駅が最寄りであるほか、遊園地「グリーンランド」（熊本県荒尾市）には大牟田駅から西鉄バスが運行されている。観光列車として柳川地区の雅称にちなんだ「水都」（すいと）、車内で飲食を楽しめる「THE RAIL KITCHEN CHIKUGO」も運行されている。
かつては大牟田駅で、やまさ海運が運航する三池島原ライン島原港行と連絡する三池港行バスと接続しており、福岡都心から島原半島（長崎県）への最速ルートとなっていた（2025年休止）。
全体的には九州旅客鉄道（JR九州）の鹿児島本線と並行しており、福岡市・春日市・大野城市・太宰府市・筑紫野市・久留米市・みやま市・大牟田市には両線の駅があるほか、JR線が通らない小郡市 や柳川市 にも西鉄の駅がある。ただし西鉄は西鉄福岡（天神）駅をターミナル駅としているのに対しJRは天神から離れた博多駅を拠点駅としており、JRとの共同使用駅である大牟田駅のほかは西鉄とJRの駅は離れている。福岡市南区の井尻駅 - 雑餉隈駅間と久留米市の聖マリア病院前駅 - 津福駅間では鹿児島本線と交差するが、交差している地区のいずれも具体的な新駅設置計画はない。
JRの鹿児島本線と九州新幹線、九州自動車道、国道3号など、天神大牟田線に並行する他の主要な交通路が福岡県（筑紫野市）から佐賀県（三養基郡基山町・鳥栖市）をいったん通って再び福岡県（久留米市）に入るのに対し、西鉄天神大牟田線は小郡市中心部を通っており佐賀県内にかかる区間がなく、全線が福岡県内にある。
ほとんどの日本の大手私鉄路線は大都市内にJR駅と接続する駅や、または隣接するターミナル駅があるが、西鉄にはターミナル駅である西鉄福岡（天神）駅をはじめ福岡市内にJR駅と接続する駅や隣接する駅はない。なお、西鉄福岡（天神）駅は福岡市地下鉄空港線の天神駅と福岡市地下鉄七隈線の天神南駅と接続しており、こちらは後から西鉄の駅に接続する形で設置された。
なお、日本の大手私鉄の駅としては天神大牟田線の西鉄福岡（天神）駅が最西端、大牟田駅が最南端に位置する。

### 路線名について
2000年（平成12年）12月までは路線名が大牟田線であったことから、本路線のことを「天神大牟田線」ではなく「大牟田線」と呼ぶ利用者が多い。また、かつては路線自体を指して急行電車の愛称が使われていた。
なお西鉄公式サイトの「路線図・駅・時刻表」では、天神大牟田線と大宰府線および甘木線をそれぞれ独立して紹介しているが、「鉄道事業」ページでは西鉄福岡（天神）駅 - 大牟田駅間を「本線」と表記し、太宰府線と甘木線を含めた3路線を天神大牟田線として扱い、接続していない西鉄貝塚線や子会社が運行している筑豊電気鉄道線と分けて説明している。

### 路線データ
- 路線距離（営業キロ）：74.8 km[2]
- 軌間：1435 mm
- 駅数：50駅（起終点駅含む）[1]
- 複線区間：
  - 複線：西鉄福岡（天神）駅 - 聖マリア病院前駅（40.1 km）、大善寺駅 - 蒲池駅（10.4 km）、開駅 - 大牟田駅（8.2 km）、合計58.7 km
  - 単線：聖マリア病院前駅 - 大善寺駅（5.0 km）、蒲池駅 - 開駅（11.1 km）、合計16.1 km
- 電化区間：全線（直流1500V）
- 閉塞方式：自動閉塞式
- 最高速度：110 km/h[3]
- 運転指令所：西鉄指令
- 車両基地
  - 筑紫車両基地
  - 柳川車両基地

## 沿線風景
下り列車の進行方向基準に記述する。

### 西鉄福岡（天神）駅 - 西鉄二日市駅
福岡市の天神地区は九州最大の繁華街であり、その中心にあるソラリアターミナルビルの2階に西鉄福岡（天神）駅はある。この駅を出発するとやや右にカーブを描き、真南に進むようになると、まもなく全ての電車が停車する薬院駅に到着する。薬院地区は天神の繁華街からはやや離れた位置にある。薬院駅は博多駅・六本松方面へのバス路線や地下鉄七隈線との接続駅である。薬院駅を発車すると、左にカーブを描き、再び南東方向に走る。カーブが完全に終わると、まもなく西鉄平尾駅を通過し、福岡市南区に入る。井尻駅付近までは福岡県道31号福岡筑紫野線とほぼ並走する。大橋駅を過ぎると国道385号を乗り越え、高架線を降り地平区間に入る。地平区間に入った後すぐに那珂川を渡り、JR九州新幹線（博多南線）の高架をくぐり、井尻駅を過ぎると福岡高速5号線（福岡高速環状線）の高架の下を過ぎる。そしてJR鹿児島本線を乗り越えると再び高架線に入り、しばらくして右にカーブを描きながら雑餉隈駅を通過する。JR鹿児島本線とは雑餉隈駅から桜台駅付近までほぼ同間隔で並走する。右手に一瞬JR南福岡駅が見えると2024年3月16日に開業した当線で最も新しい桜並木駅を通過する。その後、右手に一瞬JR春日駅が見えると春日原駅に到着する。また、白木原駅を過ぎると、右手に一瞬JR大野城駅が見える。下大利駅を過ぎ、再び高架線を降りて地平区間に入り、御笠川を渡る。その後九州自動車道の下をくぐり抜け、国道3号としばらく併走する。この並走区間のほとんどは立体交差となっていて、本線の高架を左手に見ながら地上を走りぬける。その途中で都府楼前駅を通過、その後、進行方向左手から太宰府線の単線の線路が近づくとすぐに西鉄二日市駅に到着する。

### 西鉄二日市駅 - 西鉄久留米駅
西鉄二日市駅は太宰府線との乗り換え客も多い。特に年始は太宰府天満宮への初詣参拝客で混雑する。その西鉄二日市駅を出発して約900mの地点に紫駅がある。朝倉街道駅手前で、博多湾に注ぐ御笠川水系と有明海に注ぐ筑後川水系の分水嶺が存在するが、その標高はわずか海抜約40mであり、沿線風景も住宅地が続いている。その後国道3号をくぐると桜台駅を通過する。桜台駅を抜けると筑紫平野が広がり、JR筑豊本線（原田線）と立体交差し、筑紫駅を過ぎると進行方向左手に筑紫車両基地が見える。その後、右にカーブして南南西に進路を変える。ここから宮の陣駅まで福岡県道88号久留米小郡線と並走する。また津古駅から宮の陣駅まではしばらく直線が続く。西鉄小郡駅付近までは閑静な住宅街を走り抜け、そのすぐ手前で大分自動車道と甘木鉄道の下をくぐる。この駅より甘木鉄道への乗り換えができる。西鉄小郡駅を出ると次第に住宅がまばらになり、宮の陣駅手前まではのどかな田園風景が広がる。夜間は真っ暗で、窓の外は何も見えないことが多いが、昼間は右手に遠く佐賀県鳥栖市の中心市街を望むことができる。その鳥栖市の手前には九州自動車道の高架が走っている。端間駅を過ぎた辺りで並走している福岡県道88号久留米小郡線のさらに奥で宝満川が並行して流れるようになる。味坂駅の手前で平行に流れていた宝満川が流路を南から西へ直角に向きを変え、その宝満川を鉄橋で渡った後、味坂駅を通過する。その後、九州自動車道をくぐると、まもなく小郡市から久留米市へ入る。この付近で電車は最も佐賀県に接近する。久留米ビジネスパークが左手に見えてくると甘木線の単線が見え、宮の陣駅に入る。宮の陣駅を出るとすぐに甘木線が合流する。駅を出てから甘木線と合流するため、宮の陣駅の甘木線ホームは天神大牟田線のホームとは並行でない。その甘木線と合流後、すぐに筑後川を渡る鉄橋を走り抜ける。鉄橋からは久留米市街が一望できる。鉄橋を渡るとすぐに国道210号を乗り越える。その後、住宅街を縫うように走り、途中で櫛原駅を通過。その直後から高架線を上り、久留米の繁華街の中心を形成する西鉄久留米駅に到着する。

### 西鉄久留米駅 - 西鉄柳川駅
西鉄久留米駅からはすぐ目の前に花畑駅が見える。このため、西鉄久留米駅を出発するとすぐに花畑駅に到着する。花畑駅は全ての電車が停車し、同駅発着の急行も多く設定されているが、隣の西鉄久留米駅に比べると利用者はかなり少ない。聖マリア病院前駅を出るとまもなく複線から単線になる。この単線は大善寺駅まで続く。JR久大本線の単線と鹿児島本線の複線と次々に乗り越えるが、その高架を九州新幹線が乗り越えている。すぐに高架を下り、住宅に挟まれたような狭い単線を走ると津福駅に到着する。この付近には、単線区間の複線化・高架化の早期実現を要望する看板が設置されていた。その津福駅を出発すると、矢加部駅の手前まで福岡県道23号久留米柳川線と並走する。津福駅から大善寺駅までは旧大川鉄道からの買収区間で、線路脇まで密集した住宅地や急カーブに、かつての軽便鉄道の名残りをうかがわせる。大善寺駅からは再び複線となる。ここからしばらくはカーブも少なく、比較的線形も良い。蒲池駅からは再び単線となり、蒲池 - 矢加部間で有明海沿岸道路と交差し、左にカーブして南西から南東に進路を変え、高架駅の矢加部駅を過ぎて沖端川を渡ると柳川市街地となり、西鉄柳川駅に到着する。

### 西鉄柳川駅 - 大牟田駅
西鉄柳川駅を過ぎると左手に柳川車両基地が広がり、有明海沿岸道路と再び交差する。徳益駅構内で右にカーブした後は、ほぼ直線の線路を南下してゆく。やや左にカーブし、西鉄唯一の信号場である中島信号場を通過、高架線を上る。高架線のうち真新しい区間は、高架下の県道大和城島線拡張に際して付け替えられたものである。西鉄中島駅を通過した後に矢部川を渡ると、みやま市に入る。開駅で単線区間が終わり、ここからは終点まで複線となる。西鉄渡瀬駅の手前で大牟田市に入り、市北部の丘陵地帯を通過。倉永駅を過ぎて県道南関大牟田北線をくぐった付近から進行方向左手に鹿児島本線が近づいてくる。西鉄銀水駅の手前から鹿児島本線と完全に併走し、複々線のような様相を呈する。なお、鹿児島本線と共用している踏切は構造がJRの基準に合わせられている。 大牟田市街地に入り、新栄町駅を過ぎ、三井三池専用鉄道（廃線）の高架をくぐると、終点の大牟田駅に到着する。

## 輸送形態
2009年度（平成21年度）における最混雑区間（平尾駅→薬院駅）の、朝ラッシュ時ピーク1時間の集中率は25.9%となっている。この数値を同じく2009年度の関西圏、及び中京圏における大手私鉄主要路線と比較すると、天神大牟田線より集中率が低いのは名鉄常滑線（25.8%）と阪急京都本線（25.0%）のみ。これは当路線がラッシュ時に都心方向のみならず、オフピーク時の利用も比較的多い路線であることがいえる。
2020年度（令和2年度）の混雑率は、平尾駅→薬院駅間（8:00-9:00）で100%である。

## 運行形態

### 列車種別
定期列車として特急、急行、普通のほか、臨時列車が運行されている。

#### 特急
天神大牟田線の最速種別であり、天神大牟田線における都市間輸送の基幹となっている。特急料金は不要。原則として全列車が西鉄福岡（天神）駅 - 大牟田駅間で運転され、終日30分間隔で運転される。なお、朝のラッシュ時に上り西鉄福岡（天神）駅行きは、輸送力が低下するため運行されない。新型コロナウイルス感染拡大に伴い、2021年（令和3年）3月13日のダイヤ改正から2024年（令和6年）3月15日まで平日日中の運行がなくなり、代替として西鉄福岡（天神）駅 - 大牟田駅間に急行が運転されていたが、2024年（令和6年）3月16日のダイヤ改正より平日日中の運転も再開された。
停車駅は以下の通り。
- 西鉄福岡（天神）駅 - 薬院駅 - 大橋駅 - 春日原駅 - 西鉄二日市駅 - 西鉄久留米駅 - 花畑駅 - 大善寺駅 - 西鉄柳川駅 - 新栄町駅 - 大牟田駅

城島酒造びらき開催期間中は三潴駅に臨時停車する。
2008年（平成20年）3月22日のダイヤ改正で最高速度が100km/hから110km/hに引き上げられ、西鉄福岡（天神）駅 - 西鉄久留米駅間最速28分、西鉄福岡（天神）駅 - 大牟田駅間最速58分に短縮したが、2017年（平成29年）8月26日のダイヤ改正より大橋駅に停車するようになったため、現行ダイヤでは西鉄福岡（天神）駅 - 西鉄久留米駅間では下り最速30分、上り29分、西鉄福岡（天神）駅 - 大牟田駅間では最速下り64分、上り62分となっている。

#### 急行
終日運転され、日中は西鉄福岡（天神）駅 - 西鉄小郡駅・花畑駅間に毎時各2本運行される。通勤・帰宅ラッシュ時は西鉄福岡（天神）駅 - 西鉄二日市駅・筑紫駅・西鉄小郡駅・津福駅間の列車も運行される。平日・土日祝日ともに、早朝・夜間には西鉄福岡（天神） - 西鉄柳川駅・大牟田駅間や西鉄柳川駅 - 大牟田駅間を運行する列車もある。
停車駅は以下の通りであるが、後述のとおり例外もある。
- 西鉄福岡（天神）駅 - 薬院駅 - 大橋駅 - 春日原駅 - 下大利駅 - 西鉄二日市駅 - 朝倉街道駅 - 筑紫駅 - 三国が丘駅 - 西鉄小郡駅 - 宮の陣駅 - 西鉄久留米駅 - 花畑駅 - 大善寺駅 - 西鉄柳川駅 - 新栄町駅 - 大牟田駅

特にラッシュ時の急行の混雑度は始発・終点によって大きく異なり、大牟田駅・西鉄柳川駅発の列車は都心から離れた西鉄柳川駅・大善寺駅等でも混雑度は高いが、西鉄福岡（天神）駅 - 西鉄二日市駅間の急行については出発時における混雑度は低くなっている。
遠近分離の原則に基づき、西鉄福岡（天神）駅に2本連続急行が到着する時間帯については、先に運行距離が短い筑紫駅や西鉄二日市駅を出発した列車が到着し、後に、大牟田駅や西鉄柳川駅などを出発して長距離運行された列車を到着させる。これにより、乗客の分散が可能で、春日原駅や大橋駅などで後の急行へ乗車する人を抑制することができ、混雑を緩和させることが可能である。
急行は、一部区間が普通（各駅停車）に種別変更される列車がある。西鉄小郡駅発着の列車は、筑紫駅 - 西鉄小郡駅間は各駅に停車する。また、西鉄福岡（天神）駅発筑紫駅行きは、途中、西鉄二日市駅以南で、同様に各駅に停車する。上りは筑紫駅以北を急行として運転される。また、聖マリア病院前駅や津福駅などから発車する列車の一部は、筑紫駅以北（西鉄福岡（天神）駅方面）より急行運転を開始することもある。西鉄久留米駅以南に向かう列車も、平日の夕方に2本ある津福行き急行が西鉄久留米駅以南で各駅停車へ種別変更する。なお「花畑ゆき急行」はこのパターンに該当しない。
当線にいわゆる「区間急行」等の種別はないため、種別変更をする際は、方向幕の表示を急行から普通、普通から急行へと変更する。例外として、太宰府線直通の「急行 太宰府ゆき」は太宰府線では各駅に停車するが、方向幕は「急行」表示のままである。
2017年（平成29年）8月26日のダイヤ改正より、朝の上りの急行のうち、1本（平日と土日祝日では時刻が異なる）が西鉄久留米駅で特急と緩急接続を行い、ほかに平日の1本が西鉄小郡駅で特急を待避するようになった。普通列車となる区間を除くと急行の特急待避は西鉄初のことである。2021年（令和3年）3月13日のダイヤ改正から2024年（令和6年）3月15日までは平日日中の特急運転が取りやめになったため、急行の運行形態も大幅に変更された。
2024年（令和6年）3月16日のダイヤ改正より、新たに平日朝ラッシュ時間帯における混雑平準化のため、大橋駅を7時57分 - 8時54分に出発する福岡（天神）駅行きの急行列車は平尾・高宮両駅にも停車する。それに伴い、この時間帯の福岡（天神）駅行きの列車は大橋駅での緩急接続が行われず、大橋駅に到着した順に福岡（天神）駅に到着することとなる。
西鉄の前身の九州鉄道は1924年（大正13年）4月24日、インターアーバンとして成功させていた阪急電鉄神戸本線に倣い、「汽車より早い急行」を宣伝広告とした福岡駅（現在の西鉄福岡（天神）駅） - 久留米駅間を55分で結ぶ急行を16分毎に走らせた。1930年（昭和5年）、表定速度52km/hで福岡駅 - 久留米駅間を45分で結ぶ急行を2時間毎に運行した。大牟田線全通後は、1941年（昭和16年）に福岡駅 - 大牟田駅間を75分で走行する急行の運行を開始した。この急行は第二次世界大戦中の一時休止を経て、戦後の1946年（昭和21年）10月1日に福岡駅 - 大牟田駅間を90分で結ぶ急行として復活した。またこの急行とは別に1956年（昭和31年）からは従来の急行停車駅に加え西鉄小郡駅・宮の陣駅と西鉄久留米駅以南の各駅に停車するローカル急行が運転されていた。当時の急行が現在の特急、ローカル急行が現在の急行の前身に当たる。

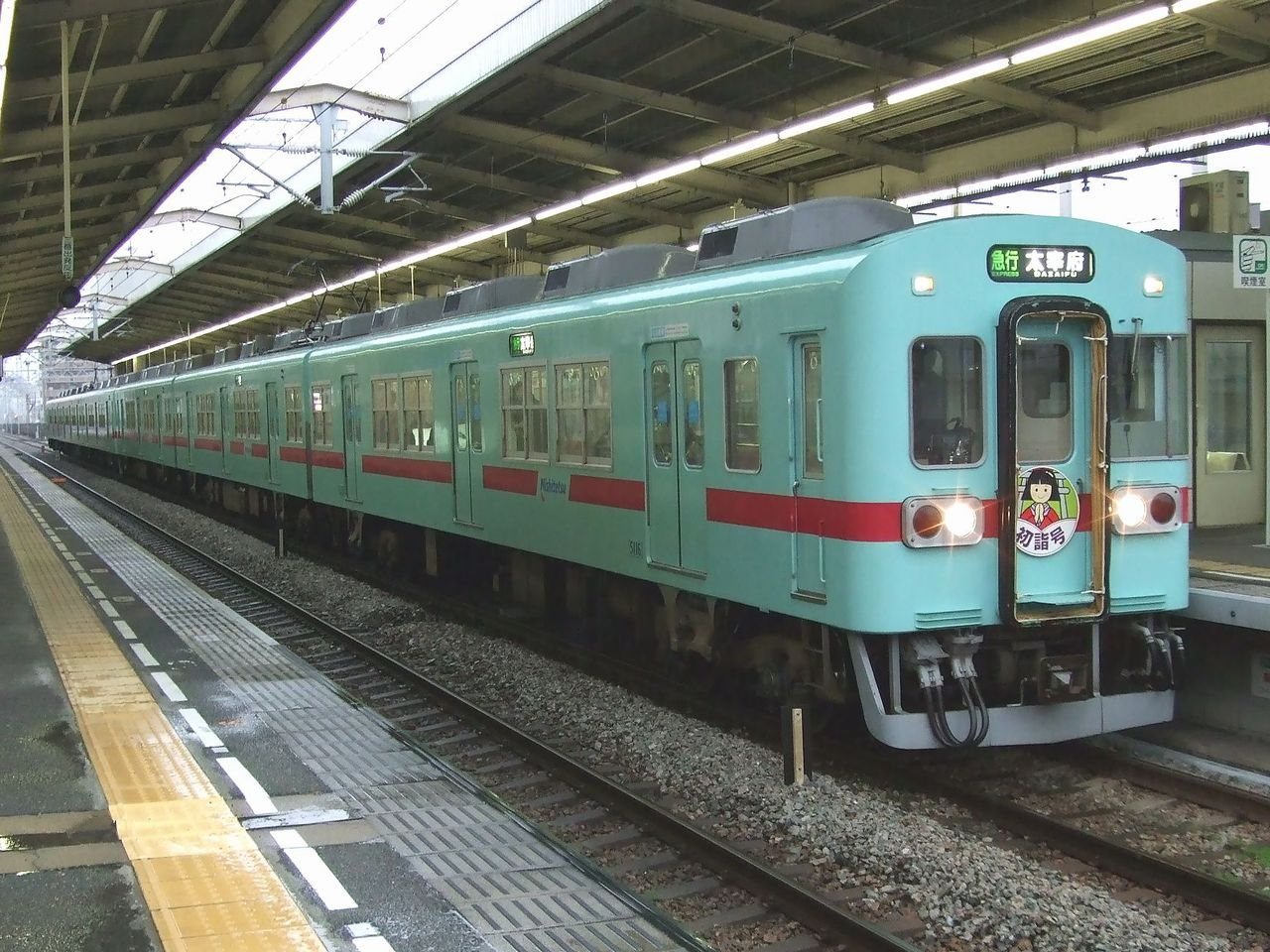
正月三が日に運行される急行「初詣号」

正月三が日には太宰府天満宮への初詣客輸送の輸送のため臨時急行「初詣号」が西鉄福岡（天神）駅 - 太宰府駅間に運行される。通常の日の西鉄福岡（天神）駅 - 太宰府駅間の急行と異なり、日中に30分間隔で上下両方向に運行される。「初詣号」にはヘッドマークが取り付けられる。1997年（平成9年）9月27日のダイヤ改正で日中の急行が1時間4本となったため余裕がなくなり、翌年からは西鉄小郡駅折り返しの列車を太宰府駅発着に差し替える形で運行している。
1996年（平成8年）までは2月の観梅期間中、西鉄福岡駅 - 太宰府駅間に臨時急行「とびうめ号」を運行していた。2015年（平成27年）より、2月上旬の1日に限り、西鉄福岡（天神）駅発太宰府駅行き急行の1本を「観梅号」とし、太宰府市のキャラクター「千梅ちゃん」のヘッドマークを付けて運行している。

#### 普通
日中は西鉄福岡（天神）駅 - 西鉄二日市駅・筑紫駅・大善寺駅間で各行先が毎時2本運行される。朝・夕は西鉄福岡（天神）駅- 西鉄小郡駅・西鉄柳川駅間などの列車も運行される。太宰府線直通列車も西鉄福岡（天神）駅→太宰府駅間、太宰府駅 → 筑紫駅・西鉄小郡駅間で運行されている。また、西鉄久留米駅以南においては甘木線直通列車が大牟田駅・西鉄柳川駅・西鉄久留米駅 - 甘木駅間でワンマン2両編成で運行されている。甘木駅 - 大牟田駅系統はダイヤ上、殆どの列車が西鉄柳川駅で15 - 22分程度の長時間停車を行う（その間に特急・急行との緩急接続も行われる）。
なお、大橋・西鉄二日市など待避線を持つ一部の駅で終日緩急接続が行われている。なお、朝・夕ラッシュ時は変則的であり、春日原駅など、日中は緩急接続を行わない駅での接続や、朝の一部の上り列車で、普通列車が2本の急行列車に追い越されるなど、日中には見られない状況が起こる。
早朝、朝夕ラッシュ時、夜間、深夜には西鉄柳川駅発着の列車もある。早朝には西鉄二日市駅や筑紫駅が始発の下り列車もある。また、案内表示上の行き先より手前の筑紫・花畑・西鉄柳川の各駅で「車両取替え」と称した車両交換を行い、同一ホームで乗り換えとなる列車がある。目的はラッシュ時の多両編成からデータイムの通常編成への切り替えまたは車両運行上の安全の都合である。

### 臨時列車
- 大晦日から元旦にかけて全区間で終夜運転を実施する。
- 正月三が日には前述のように太宰府駅発着の急行を運行するためダイヤが変更される。
- 毎年7月15日には博多祇園山笠の追い山の観客輸送のため、午前3時台に花畑駅発西鉄福岡（天神）駅行き列車が運行される。
- 毎年10月末に、太宰府天満宮で11月に開催される菊花展に展示される菊を輸送する「菊電車」と呼ばれる列車が大牟田駅から太宰府駅まで1本運行される。5000形など一般車が使用されるが、一般客の乗車はできない[23][24]。

#### 臨時有料座席列車「Nライナー」
2024年（令和6年）4月11日に発表された臨時列車。 イベント開催や週末などの多客時に、快適性・利便性向上を目的として、確実に着席できることを目的としている。2024年（令和6年）4月19日に初便が運転された。
1日3本が運転され、21時台の1本が福岡（天神）駅発大牟田駅行き、22時台の2本が福岡（天神）駅発花畑駅行きとして運転。車両は3000形5両編成が充当される。運賃に加えて、当日分有効の乗車整理券（300円）が必要となる。乗車整理券は号車のみ指定され、指定された号車で自由に着席できる。
乗車駅は福岡（天神）駅のみ、降車停車駅は西鉄二日市駅以遠の急行停車駅。薬院駅は運転停車のみ。
当初報道では、当初、2021年度（令和3年度）までに有料座席列車を運行することが報道され、仕事帰りの旅客が多少追加料金を払ってでも座って帰宅できることを目的として計画されていた。乗車駅は出発駅である福岡（天神）駅と薬院駅、降車停車駅は、西鉄久留米駅・花畑駅・大善寺駅・西鉄柳川駅・新栄町駅・及び終点の大牟田駅で計画されていた。
運行後のアンケートにあった意見としては、300円という料金設定は概ね肯定的に捉えられたものの、実際の乗車率は想定を大きく下回る20%未満と低迷した。観戦客の利用を見込んだプロ野球の試合が長引いたことが影響したとの見解であった。

### 観光列車「THE RAIL KITCHEN CHIKUGO」

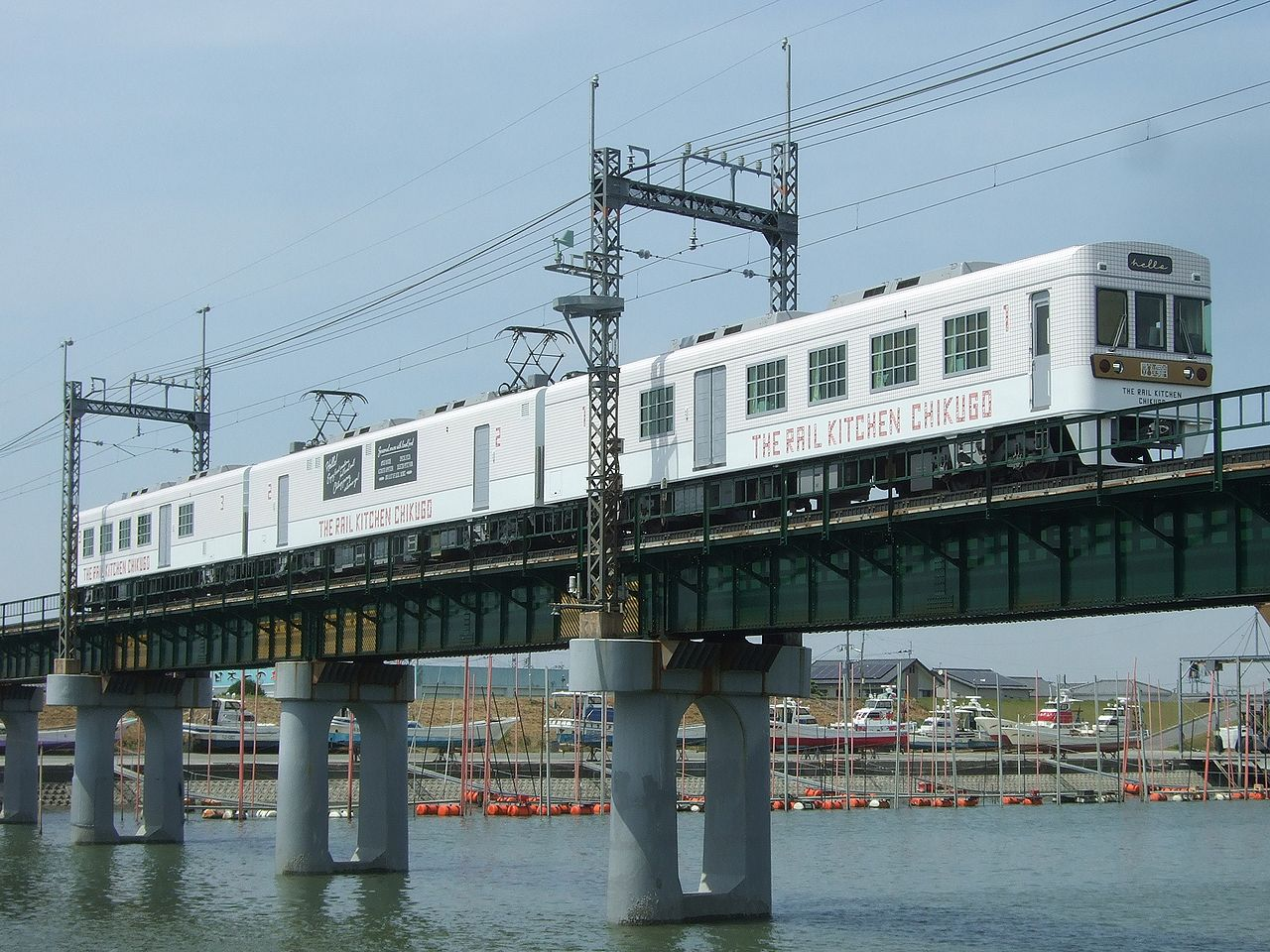
THE RAIL KITCHEN CHIKUGO

2019年（平成31年）3月23日から運行を開始した観光列車。名前の通り、車内の調理設備で沿線の食材を使った料理を提供し、内装には城島瓦（久留米市）、八女竹（八女市）の竹細工といった伝統工芸品を用い、筑後（沿線である福岡県南部）らしさを演出する。当初の運行日は金・土・日曜日と祝日。昼間に西鉄福岡（天神）発駅大牟田駅行きの「ランチの旅 (CHIKUGO LUNCH COURSE)」、夕方に大牟田駅発西鉄福岡（天神）駅行きの「ディナーの旅 (CHIKUGO DINNER COURSE)」を運行。2019年6月1日からは西鉄福岡（天神）駅発太宰府駅行きの「ブランチの旅 (DAZAIFU BRUNCH SET)」も運行している。
2022年（令和4年）9月1日よりコース及び運行日程が変更された。運行日は木・金・土・日曜日と祝日となり、コースは西鉄福岡（天神）発着の「地域を味わうアーリーランチ」と、西鉄福岡（天神）駅駅発大牟田駅行きの「地域を味わうレイトランチ」の運行となり、車内で提供される料理も、これまでの季節のピザをメインにしていたものから3人の新しい料理監修者によるコース料理に変更された。

### 過去の列車種別

#### 直行
1987年（昭和62年）3月25日のダイヤ改正で新設され、2010年（平成22年）3月27日のダイヤ改正まで設定されていた種別で、平日朝に下り4本のみ西鉄福岡（天神）駅 - 西鉄二日市駅間で運行されていた（列車自体は車庫のある筑紫駅まで運行されていたが、西鉄二日市駅 - 筑紫駅間は回送）。新設時は西鉄二日市駅までノンストップだったので「直行」という名称が使われていたが、1995年から途中で薬院駅のみ停車するようになった。朝ラッシュ時に増えた上り列車を車両基地まで送り込む、送り込み列車としての意味合いを持っていた。
当初は福岡駅→春日原駅間の直行も存在した。
車両は、末期は主に6000形・6050形7両または8両で運行していた。

#### 快速急行
2001年（平成13年）1月20日のダイヤ改正で新設され、2010年3月27日のダイヤ改正まで設定されていた 種別で、平日朝に上り2本（大牟田駅・西鉄柳川駅発各1本）が運行されていた。両列車ともに8両編成での運行。また、2本とも途中駅で特急を待避しなかった。
この快速急行の設定以前に朝ラッシュ時の上り急行で、二日市駅以北の急行停車駅（大橋駅・春日原駅・下大利の各駅）を通過していた8両編成使用列車を格上げする形で新設された。
停車駅は、通常の急行停車駅から春日原駅と下大利駅を差し引いたもの。この2駅に停車しない理由は、ラッシュ時の急行の遠近分離による混雑緩和のためと、春日原では踏切の制約などにより8両編成の列車が停車できないためである（ドアカットを行えない）。一方、大橋駅は新設当日からホームが8両対応に延伸されたため、新規に停車することとなった。
車両は主に6000形・6050形の8両編成が使用された。

#### 准急（じゅんきゅう）
1939年（昭和14年）7月1日の大牟田線全通時に初めて設定された。停車駅は九鉄福岡駅（現・西鉄福岡（天神）駅） - 春日原駅間の各駅、二日市駅、久留米駅 - 大牟田駅間の各駅で、運転間隔は25分、所要時間は福岡駅 - 久留米駅間が45分、福岡駅 - 大牟田駅間が110分となっていた。
1956年（昭和31年）12月1日より、早朝と夜間を除いてローカル急行列車に格上げされる形で運転本数が減らされ、1958年（昭和33年）4月1日のダイヤ改正で全廃された。
表記は「准急」であり、「準急」ではない。

#### ローカル急行
1956年（昭和31年）12月1日ダイヤ改正で、准急列車の一部を格上げする形で設定された。停車駅は二日市駅、小郡駅、宮の陣駅および久留米駅以南の各駅となっていた。福岡駅 - 久留米駅間の所要時間は42分。1959年（昭和34年）5月1日ダイヤ改正で、従来の急行が特急に改称されたのと同時に、ローカル急行は急行に改称されて名称が消滅した。

### 運転本数
2024年（令和6年）3月16日改正ダイヤの日中の各区間における1時間あたりの運転本数は以下の通り。
| 種別＼駅名 | 種別＼駅名 | 西鉄福岡（天神）駅 | …       | 西鉄二日市駅 | 西鉄二日市駅 | …       | 筑紫駅  | 筑紫駅  | …       | 西鉄小郡駅 | 西鉄小郡駅 | …       | 宮の陣駅 | 宮の陣駅 | …   | 花畑駅 | 花畑駅 | …   | 大善寺駅 | 大善寺駅 | …   | 大牟田駅 |
| ---------- | ---------- | ------------------ | ------- | ------------ | ------------ | ------- | ------- | ------- | ------- | ---------- | ---------- | ------- | -------- | -------- | --- | ------ | ------ | --- | -------- | -------- | --- | -------- |
| 運行本数   | 特急       | 2本                | 2本     | 2本          | 2本          | 2本     | 2本     | 2本     | 2本     | 2本        | 2本        | 2本     | 2本      | 2本      | 2本 | 2本    | 2本    | 2本 | 2本      | 2本      | 2本 | 2本      |
| 運行本数   | 急行       | 2本                | 2本     | 2本          | 2本          | 2本     | 2本     | 2本     | 2本     | 2本        | 2本        | 2本     | 2本      | 2本      | 2本 | 2本    |        |     |          |          |     |          |
| 運行本数   | 急行       | 2本                | 2本     | 2本          | 2本          | 2本     | 2本     | 2本     | 2本     | 2本        |            |         |          |          |     |        |        |     |          |          |     |          |
| 運行本数   | 普通       | 2本                | 2本     | 2本          | 2本          | 2本     | 2本     | 2本     | 2本     | 2本        | 2本        | 2本     | 2本      | 2本      | 2本 | 2本    | 2本    | 2本 | 2本      |          |     |          |
| 運行本数   | 普通       | 2本                |         |              |              |         |         |         |         |            |            |         |          |          |     |        |        |     |          |          |     |          |
| 運行本数   | 普通       | 2本                |         |              |              |         |         |         |         |            |            |         |          |          |     |        |        |     |          |          |     |          |
| 運行本数   | 普通       | 甘木線←            | 甘木線← | 甘木線←      | 甘木線←      | 甘木線← | 甘木線← | 甘木線← | 甘木線← | 甘木線←    | 甘木線←    | 甘木線← | 甘木線←  | 2本      | 2本 | 2本    | 2本    | 2本 | 2本      | 2本      | 2本 | 2本      |

### 2020年の特別ダイヤ
新型コロナウイルス感染症の感染拡大により、2020年（令和2年）4月から5月の緊急事態宣言期間中、当線では土日祝日を対象に特別ダイヤを設定して運行していた。感染拡大の初期段階で、人流を大幅に減らす動きから、これから数回実施されることとなる特別ダイヤとは異なり、新しいダイヤのもとで運行された。
以下に、西鉄福岡（天神）駅を発車する、日中の下りダイヤをまとめる。
| 時間     | 行先     | 種別 |
| -------- | -------- | ---- |
| 毎時00分 | 大牟田駅 | 急行 |
| 毎時15分 | 筑紫駅   | 普通 |
| 毎時30分 | 花畑駅   | 急行 |
| 毎時47分 | 花畑駅   | 普通 |

※太宰府線：毎時2本、甘木線直通：毎時1本
最速種別の「特急」の運行を取りやめ、急行を原則として7連ロングシート車両での運行とした。普通についても長編成化が行われた。急行も含め、緩急接続がない停車駅でも、停車時間を長く確保して換気を行えるよう配慮された。
また、始発を遅らせ、柳川駅発大牟田駅行き急行が6:03、西鉄福岡（天神）駅発花畑駅行きが6:10、大牟田駅行き急行が6:23など、大幅に変更された。同様に終電の繰り上げも実施され、全線通しの西鉄福岡（天神）駅発大牟田駅行き急行が21:00には終了し、最終電車の筑紫駅行き普通も22:21となる大幅なダイヤ変更が実施された。

### 2021年の特別ダイヤ
新型コロナウイルス感染症の感染拡大により、緊急事態宣言及びまん延防止等重点措置が発出され、福岡県からの要請を受けた際には、土日祝日に特別ダイヤによる運行が行われていた。
ダイヤについては、日中は、通常の土日祝日ダイヤ（共通）から急行花畑駅行きおよび急行小郡駅行き（筑紫駅から各駅停車）を差し引いたもの、すなわち特急と普通の2種別による運行が行われていた。輸送力確保のため、特急は5000形または6000形・6050形の7両編成が原則となっていた（一部3000形7両編成も見られた。こちらは通常では見られない編成である）。また、普通においても、3000形5-6両、9000形5-6両など、変則的な運行が実施されていた。なお、5000形や6000形・6050形の4両編成による通常の車両による運行も行われていた。早朝・深夜時間帯においても、一部運行されない列車が存在した。
終電については原則として繰り上げを行わなかったが、特別ダイヤ実施の際の感染状況を考慮し23時00分福岡（天神）駅発の「急行 柳川ゆき」に繰り上げることもあった。なお、終電繰り上げを実施した場合も、ダイヤ及び車両運行の調整の都合上、回送列車として列車の運行を行い、車両基地への送り込みを行なっていた。

## 女性専用車両
平日の概ね7時30分から9時過ぎまでの間に西鉄福岡（天神）駅に到着する上り優等列車の最後部（大牟田寄り）1両は女性専用車両となっている。途中駅から急行運転を開始する普通電車も同様である。
なお、小学生以下の旅客や身体障害者および介助者の旅客は女性専用車両に乗車可能である、としている。
快速急行の廃止直前は特急・急行は7両編成、快速急行は8両編成での運行となっていたため、女性専用車両の乗車位置が特急・急行と快速急行とで異なる駅も存在した。その場合は快速急行の乗車口に快速急行の種別カラーであるオレンジ色を用いて、他の種別との乗車位置の違いを区別していた。2012年3月24日ダイヤ改正では西鉄福岡（天神）駅に9時過ぎに到着する上り特急が設定対象外となったため、女性専用車両の設定対象全列車が急行となったが、2014年3月22日のダイヤ改正では同列車が再度設定対象となった。

## サイクルトレイン

### 実証実験
2021年（令和3年）10月23日から12月12日まで、土日祝日の西鉄福岡（天神）駅を10時00分から16時00分に、大牟田駅を10時23分から15時53分に出発する特急列車を対象に手数料・追加料金等一切不要で自転車を持ち込むことができる「サイクルトレイン」のサービスを試験的に導入した。福岡県の「サイクルツーリズム」の取り組みと連携するとともに、持続可能な開発目標（SDGs）への貢献へもつながるとしている。全ての特急停車駅で利用可能。大牟田側1両を自転車持ち込み可能車両とする。また、転倒を防止するため自転車を固定ベルトで固定する必要がある。
また、好評につき後日、対象列車が拡大された。

### 本格導入
2022年（令和4年）3月26日より、サイクルトレインの本格実施が始まった。持ち込み可能列車は西鉄福岡（天神）駅を6時23分から16時00分まで、大牟田駅を10時23分から21時24分までに発車する土日祝日に運行される特急列車で、ゴールデンウィーク・お盆・年末年始は持ち込み不可となる。
持ち込みにあたり、運賃に加えて1回300円の持ち込み料が必要になる。また、事前予約制とし、乗車の1か月前から10分前までにLINEにて乗車の予約およびクレジットカードによる持ち込み料の支払いを済ませておく必要がある。その際、乗車位置が指定され、乗車の際は、進行方向右側の使用しない扉付近や使用されていない車椅子スペースに乗車する。1両あたり2台、1列車で最大12台の自転車の乗車が可能である。
2023年度（令和5年度）よりお盆も利用可能となった。2024年3月16日のダイヤ改正で春日原駅が特急停車駅となったが、この時点では利用対象駅とはならなかった。
2024年（令和6年）10月5日より、春日原駅を対象駅に追加し、同年10月7日より平日も利用可能となる。持ち込み可能列車は、西鉄福岡（天神）駅発が平日9時00分から16時00分まで、土日祝日6時30分から16時00分まで、大牟田駅発が全日の10時23分から21時23分までに発車する特急列車で、引き続きゴールデンウィーク・年末年始は持ち込み不可となる。

## 車両

### 現用車両
- 9000形：2017年（平成29年）に既存の5000形の代替となる通勤型車両として登場。3000形をベースに安全・サービス・省エネルギーの性能を向上させた。デザインは前に進む力強さと次世代型車両としての新しさを表現しつつ、車体側面には歴代の車両でも多く採用されている赤帯を配置。客室は片側3扉で全席ロングシートである。また5000形に比べて1人あたりの座席幅を拡大させるとともに、出入り口間の座席は9人掛け、車端部は4人掛けに定員は縮小した。液晶画面の車内案内表示器は各扉上部に2台ずつ設置したほか、UVカットガラスや車椅子・ベビーカーの優先スペース設置などバリアフリー拡充も図った[42]。5000形の代替車両であり、現状は主に急行運用に充当されている。
- 3000形：優等運用を主とする、転換クロスシート型の車両。2006年3月に600形・700形の代替として西鉄初のステンレス車両として登場した。扉は1車両片側3つで、1車両に2人掛けクロスシートが20脚、乗務員室と接しない車端部には4人掛けロングシートを設置。また、2007年（平成19年）にローレル賞を受賞した[43]。2021年（令和3年）3月〜2024年（令和6年）3月までの間は、平日日中の特急の運行が取り止められたため、西鉄福岡（天神）駅 - 西鉄小郡駅間の普通列車の運用にも充てられていた。2024年4月より、「Nライナー」に充当されている[25]。
- 7000形・7050形：ワンマン運転機能を備えた通勤用車両で、6000形・6050形との併結を考慮しつつ、短編成でのワンマン運転にも対応している。6000形に続く4扉車で、車内にはLED車内案内表示板を設置。座席はロングシートである[44]。また、マイナーチェンジされた7050形は内装・機能は7000形を踏襲し、車体は3扉に変更された[45]。主に、甘木線直通の甘木駅 - 大牟田駅間で運用され、ワンマン運行の場合は必ずこの車両が使用される。天神大牟田線北部地域でも一部運行されている。
- 6000形・6050形：普通列車の運行を主とする車両で、5000形をベースに製造された西鉄初の4扉車である。空調のマイコン化や客室と乗務員室の双方向通話可能な非常通報装置、車椅子スペースの新設など、旅客サービスの向上が図られた[46]。また、2年後には、マイナーチェンジが行われた6050形が登場。西鉄初のVVVF制御装置と誘導電動機が採用され、以後製造される車両の基となった。6157号車ではボルスタレス台車を採用した[47]。車内は6000形・6050形共通でドア上にLED車内案内表示板が設置されている。また、ラッシュ時は4扉の持ち前の輸送力を活かして急行・特急に多く充当されている。
- 5000形：普通列車の運行を主とし、ラッシュ時には特急・急行としても運用される、天神大牟田線の主力車両である。1975年から40編成が製造されたが、老朽化の進行により、9000形への置き換えも徐々に進んでいる。扉は1車両片側3つ、座席は全てロングシートで通勤時の輸送力の向上を図っている[48]。
- 911F：5000形3両編成を改造した救援車。

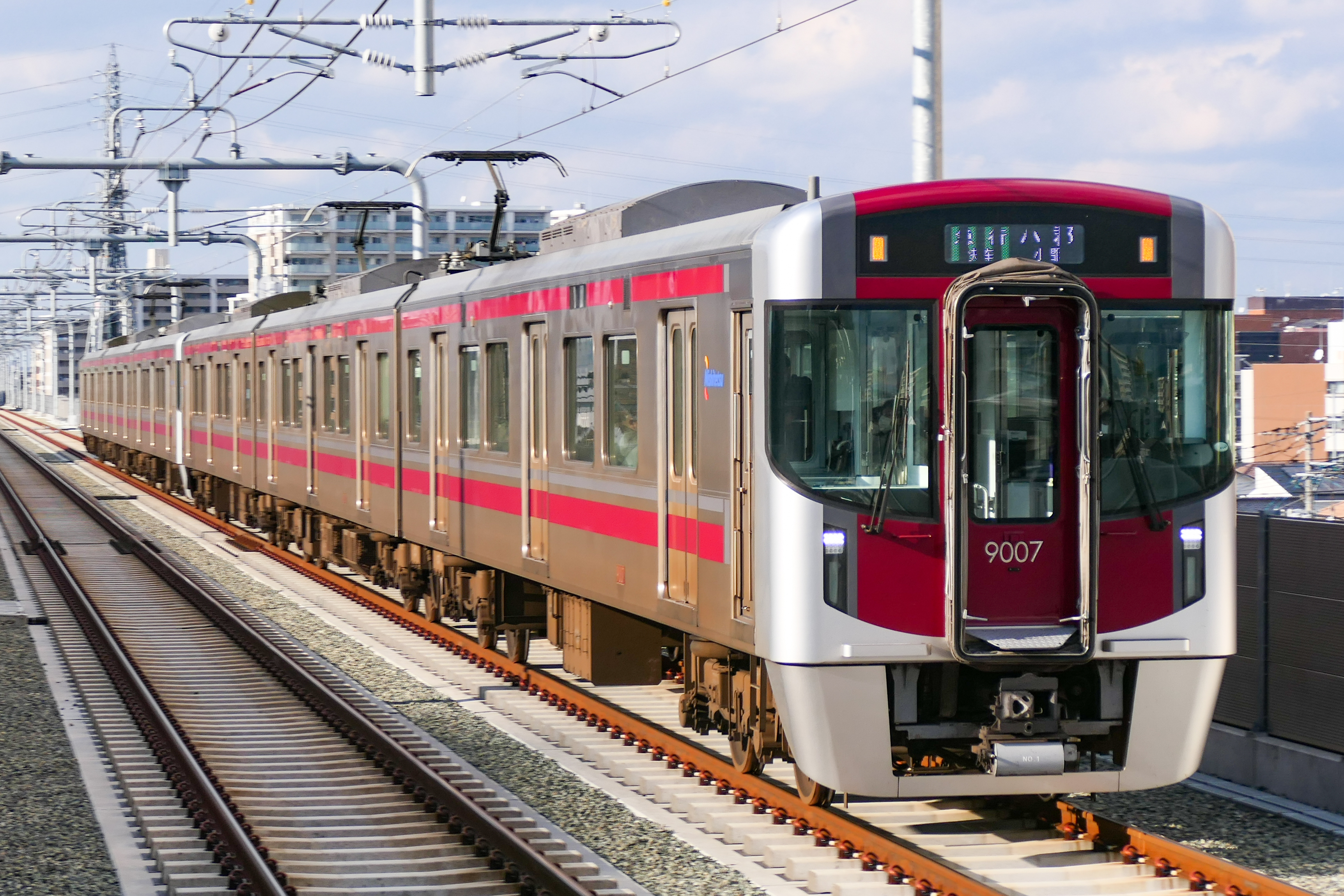
9000形
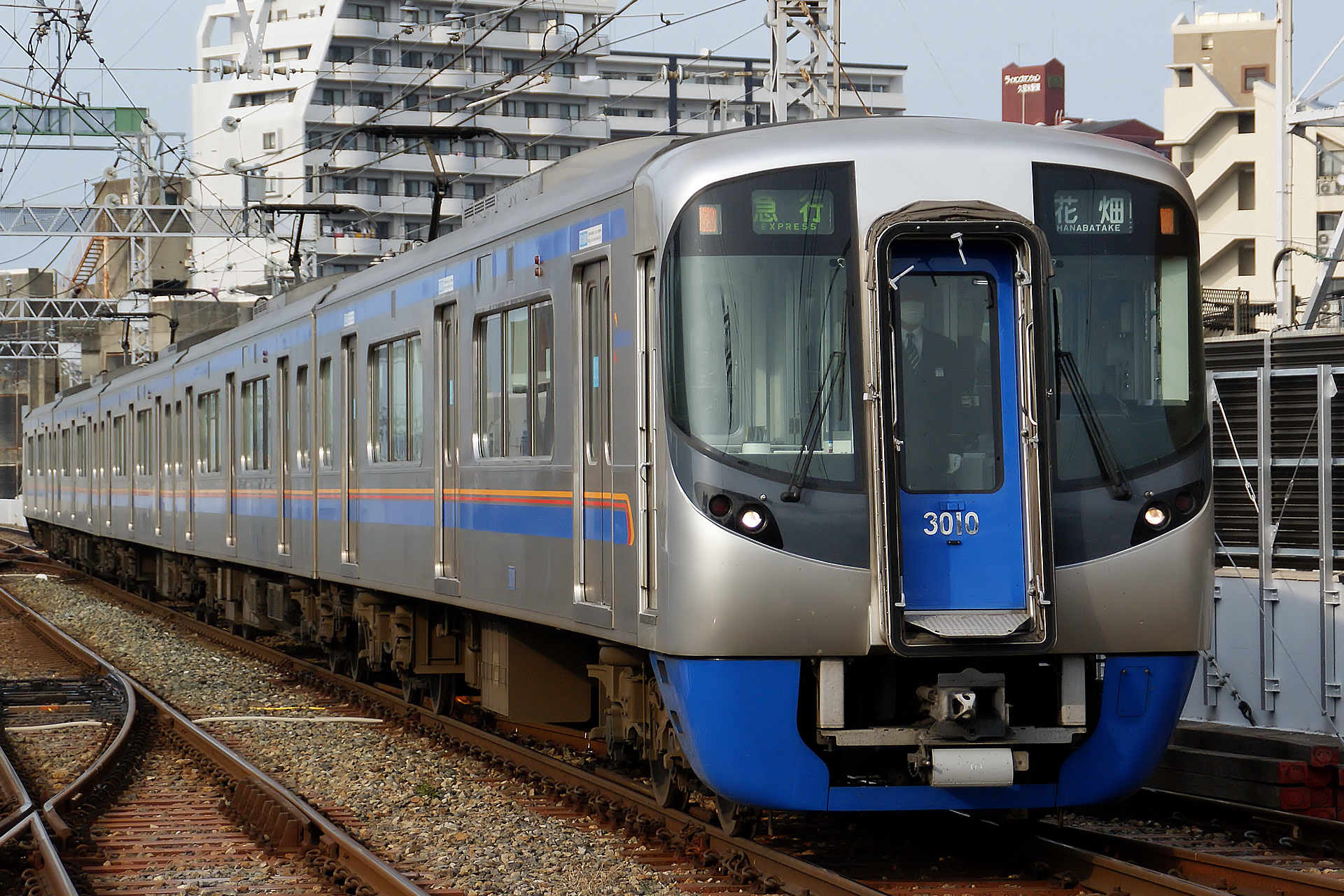
3000形
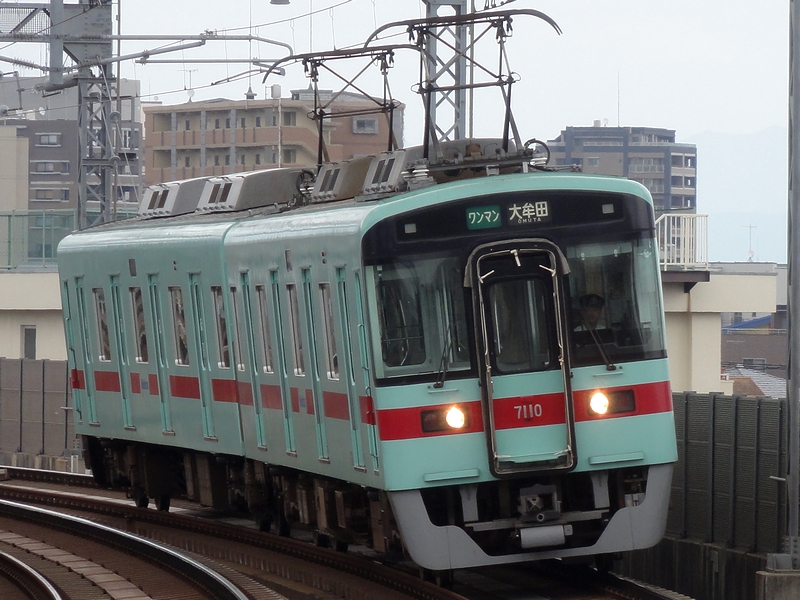
7000形
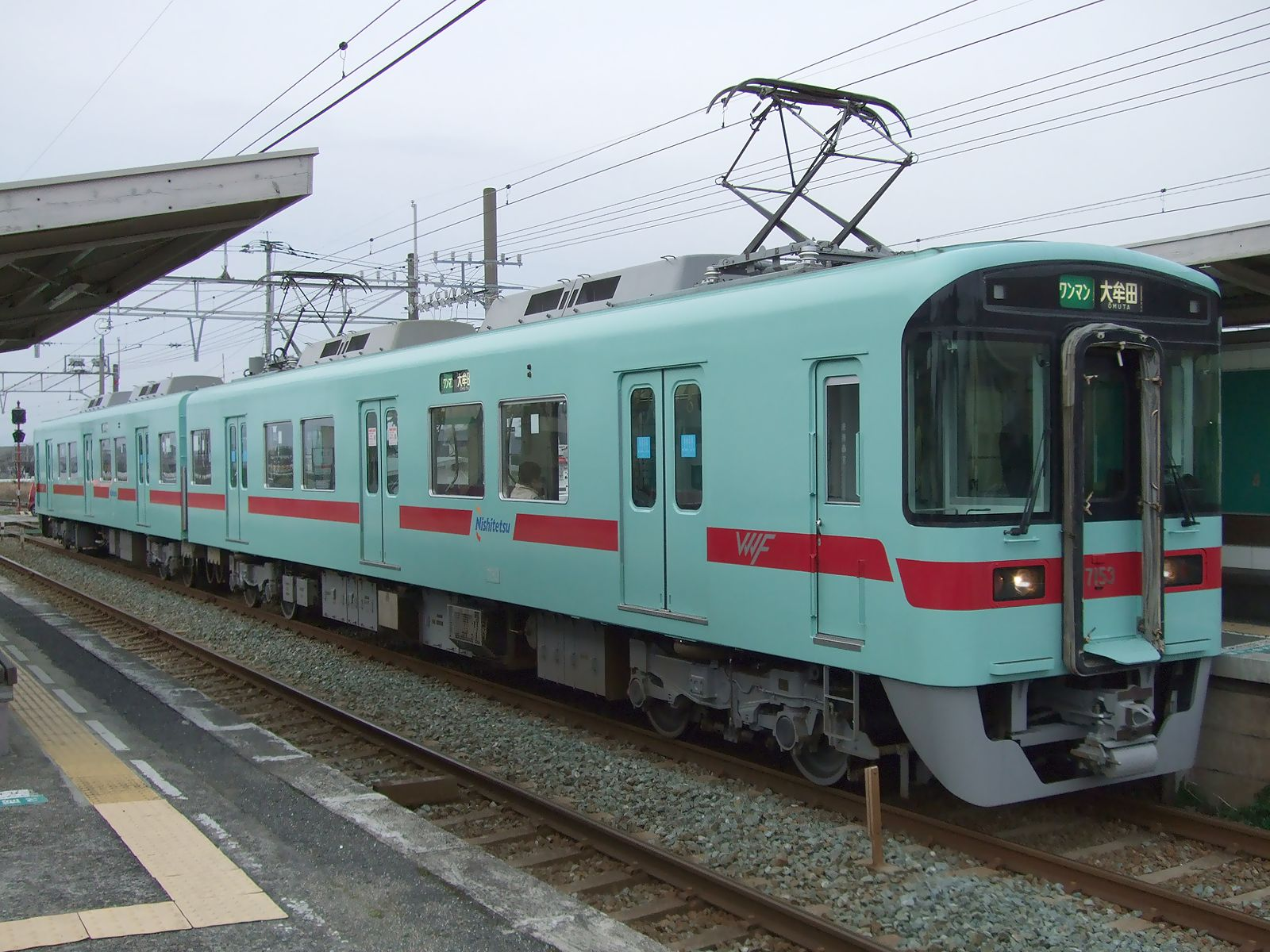
7050形
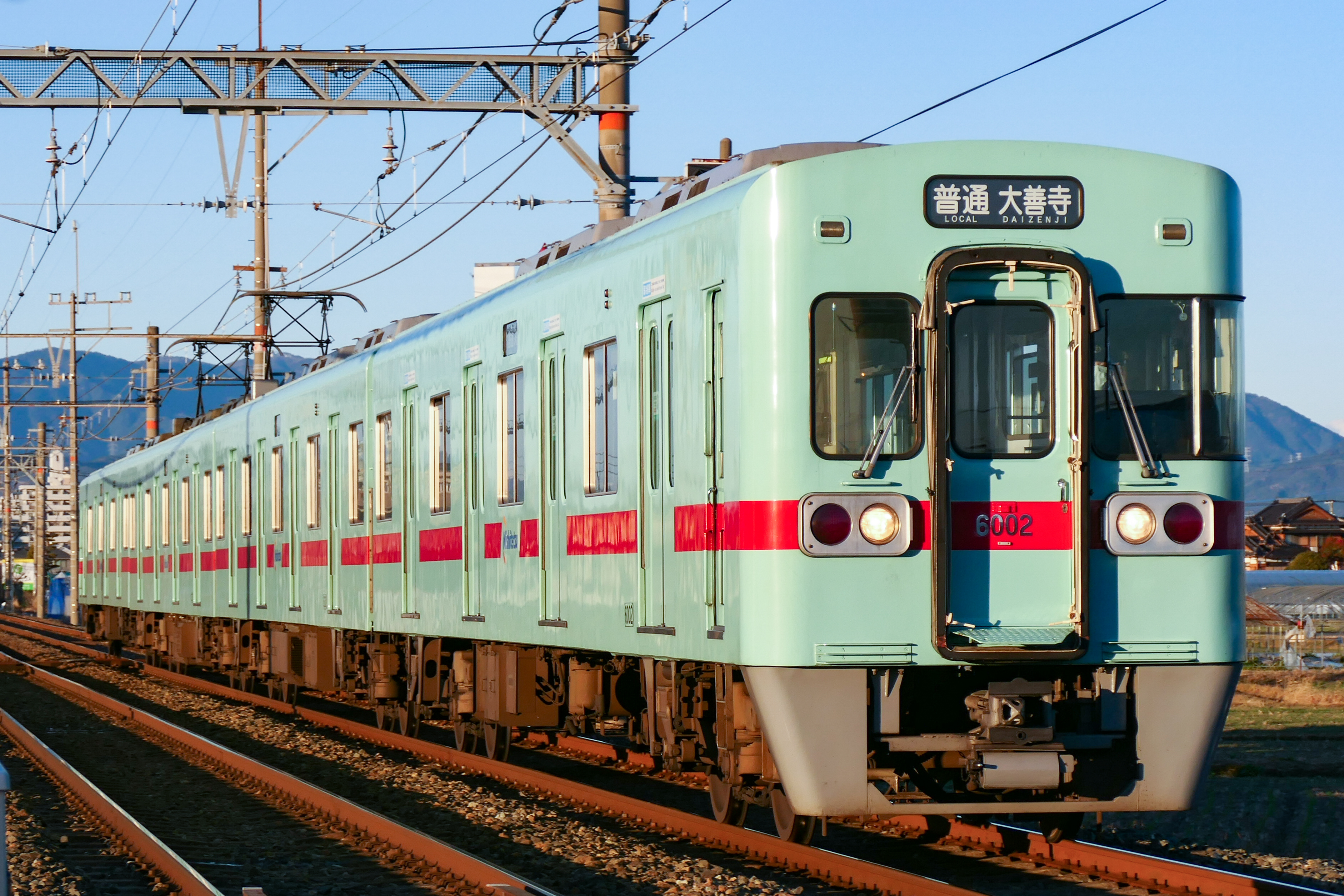
6000形
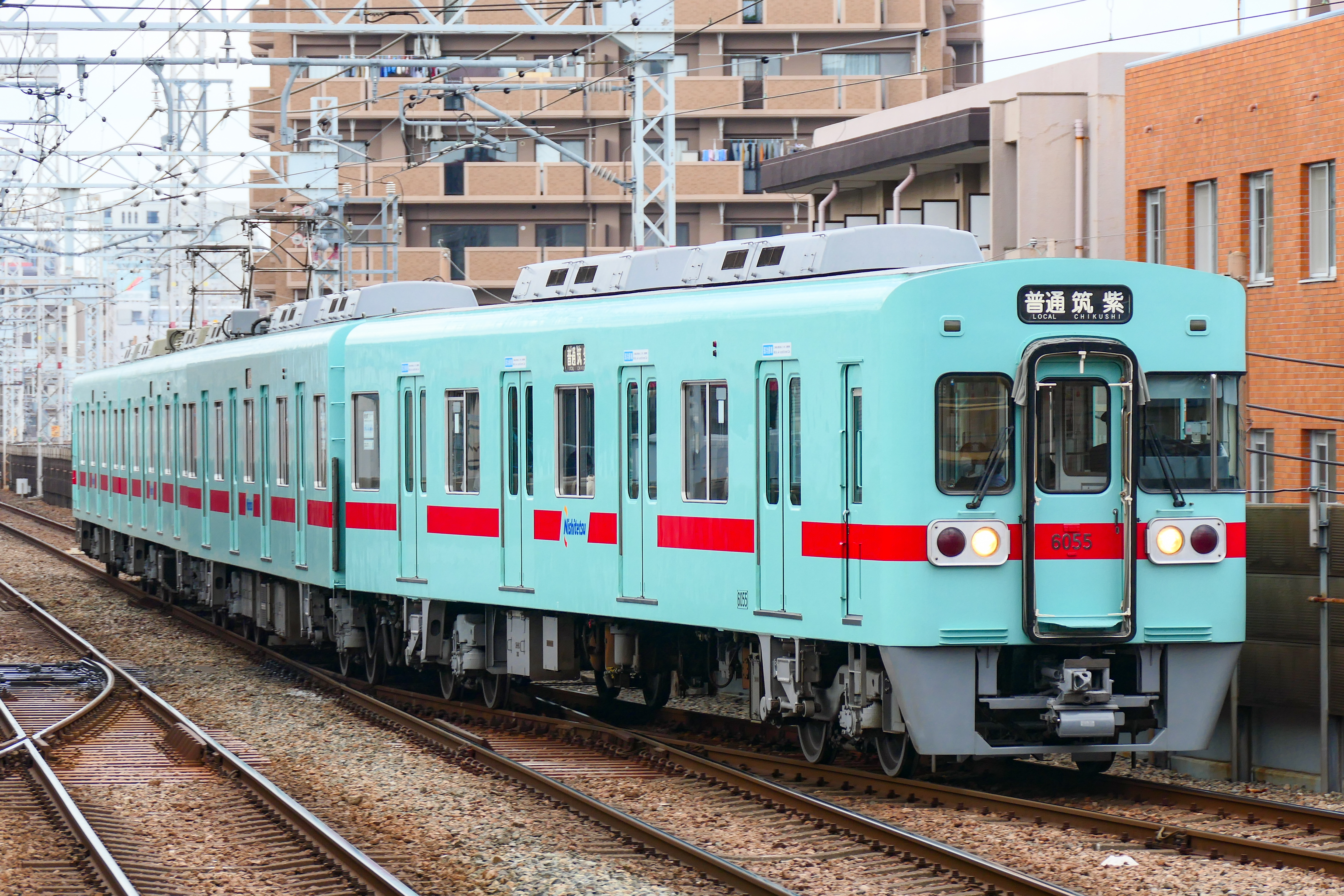
6050形
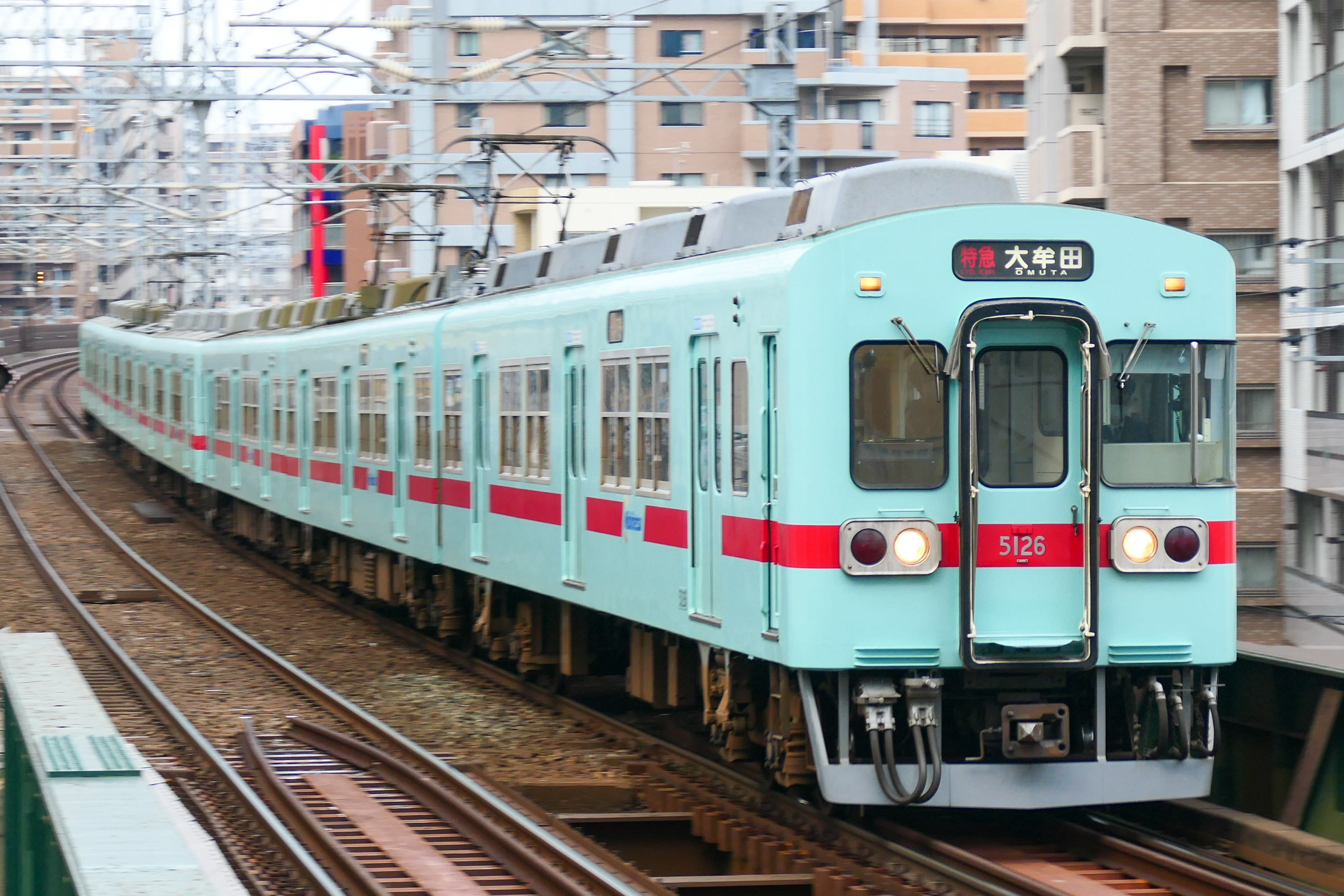
5000形
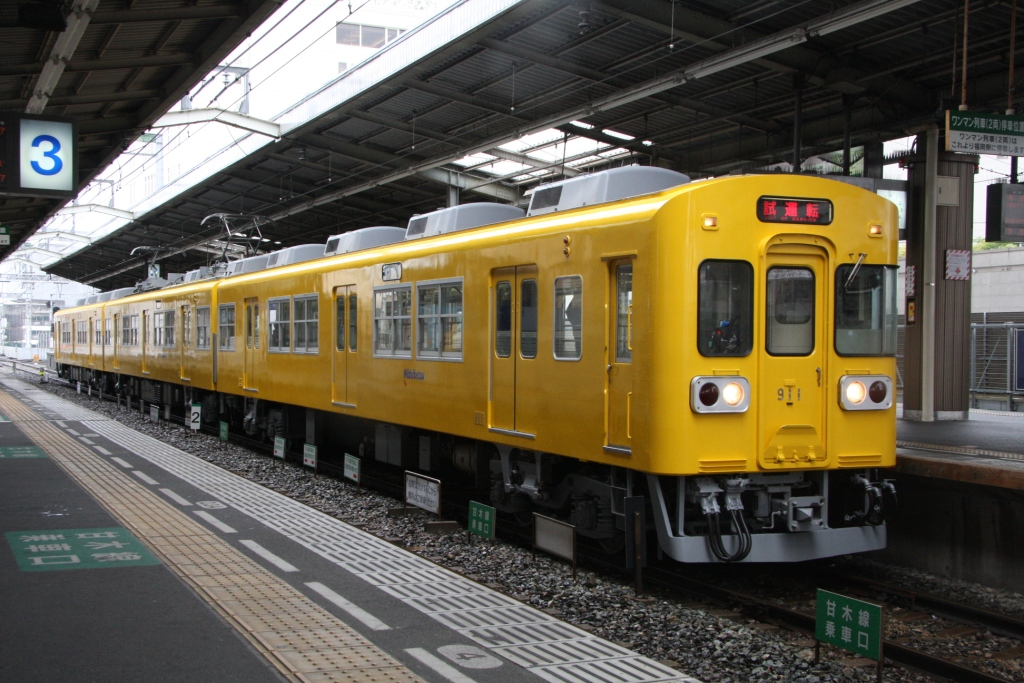
911F

### 車両についての計画
西鉄が公開した令和4年度「移動等円滑化取組報告書（鉄道車両）」において以下の2点について記述されている。
- 2016年度から2028年度にかけて5000形74両を廃車し、代替車両として9000形を70両導入する計画がある。
- 2025年度から2027年度にかけて貝塚線で現在運用されている600形全て（8編成16両）を廃車し、代替車両として天神大牟田線での運用に充てられている7050形8編成16両を車両再生工事を行なった上で転属させる計画がある。なお、転属本数は後に1編成増やされ、7050形全編成にあたる9編成18両と報じられている[50]。

### 過去の車両
廃車や改造、貝塚線（旧・宮地岳線）への転出などにより天神大牟田線から消滅した車両を以下に示す。開業時から1960年代の2代目600系出現以前までに製造・鋼体化改造された車両は、形式ごとに規格・性能の差異が大きく、車体サイズの大小（13m級から18m級、連接車までの混在）や扉数の不統一（2・3扉の混在）が著しかった。時代ごとの輸送需要や路線延伸計画の状況により、九州鉄道およびその継承企業たる西鉄が、大牟田線の車両施策を一貫できなかったことの表れと言える。これらの雑多な混在状況は、2代目600系以降の通勤型電車規格化・大型化で徐々に改善されていった。
- 1形
- 50形
- 10形
- 20形
- 100形
- 200形
- 301形
- 303形・308形
- 313形
- 500形
- 600形（初代）
- 600形（2代）：貝塚線に転出した車両は現在も使用されている。
- 700形
- 1000形
- 1300形
- 2000形
- 8000形
- モワ800形（→モエ800形）（救援車）
- モト900形（事業用車）
- モエ900形901・902（救援車）

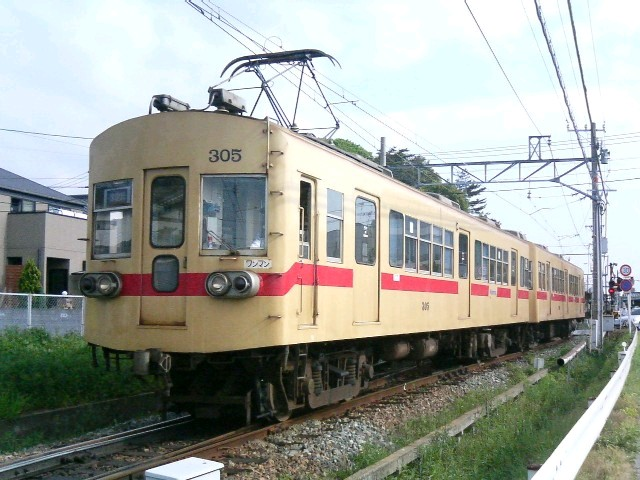
300形
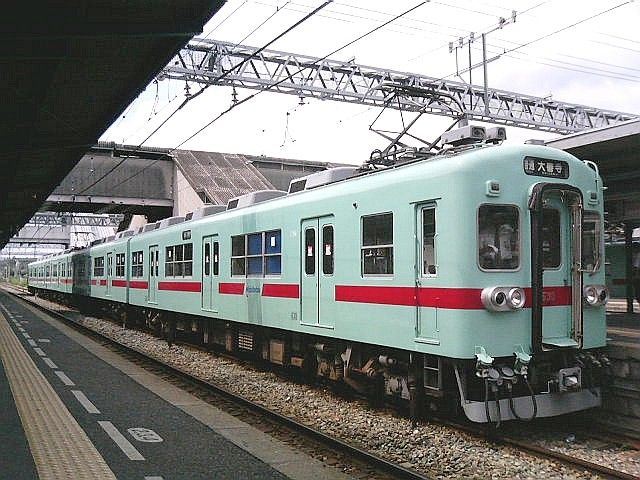
600形
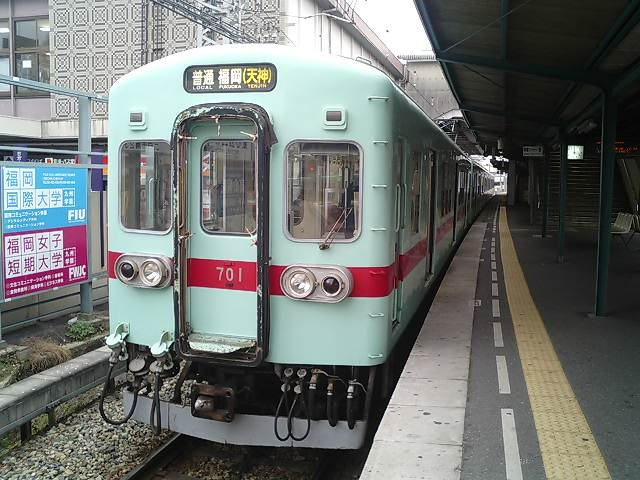
700形
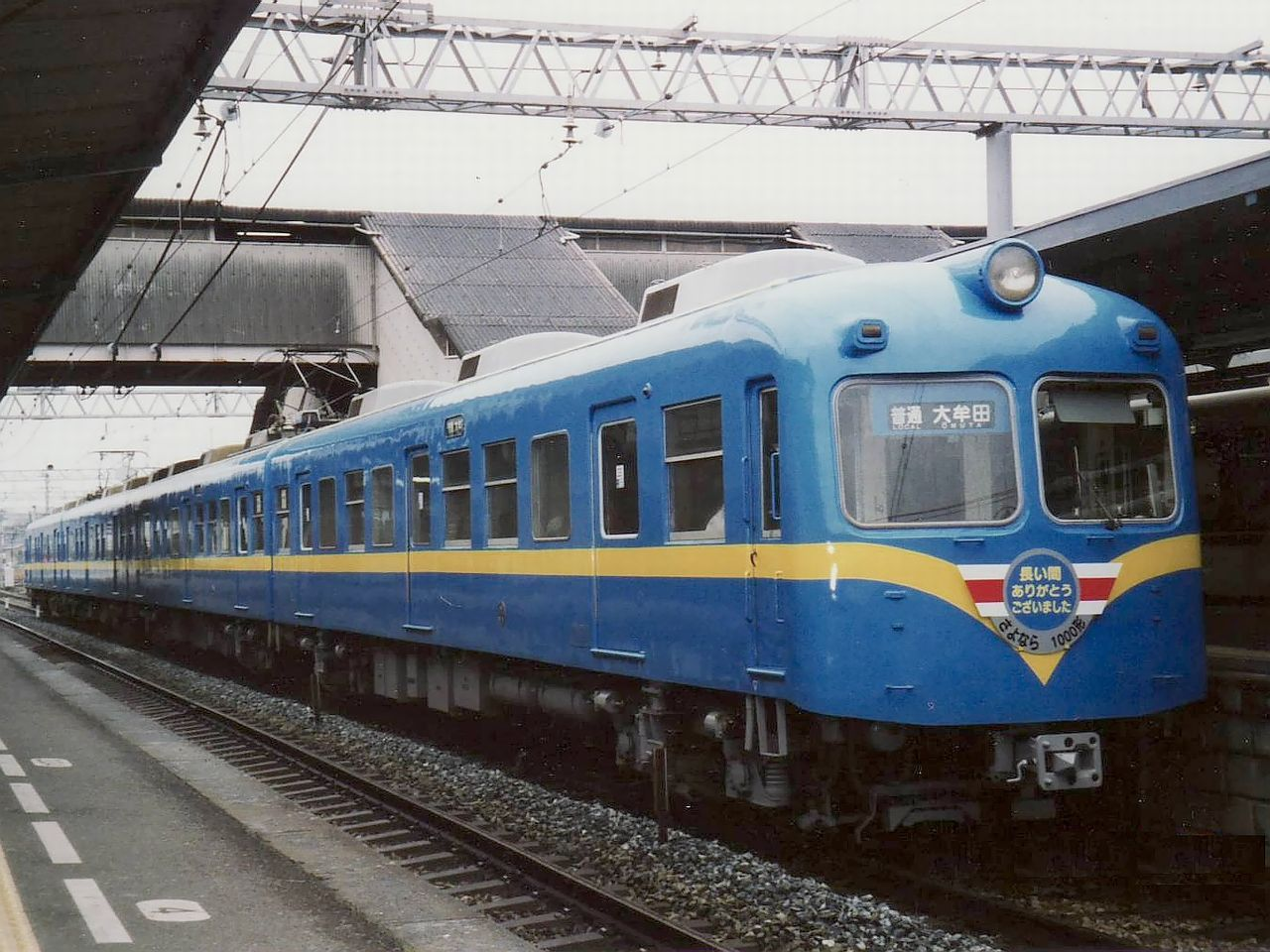
1000形
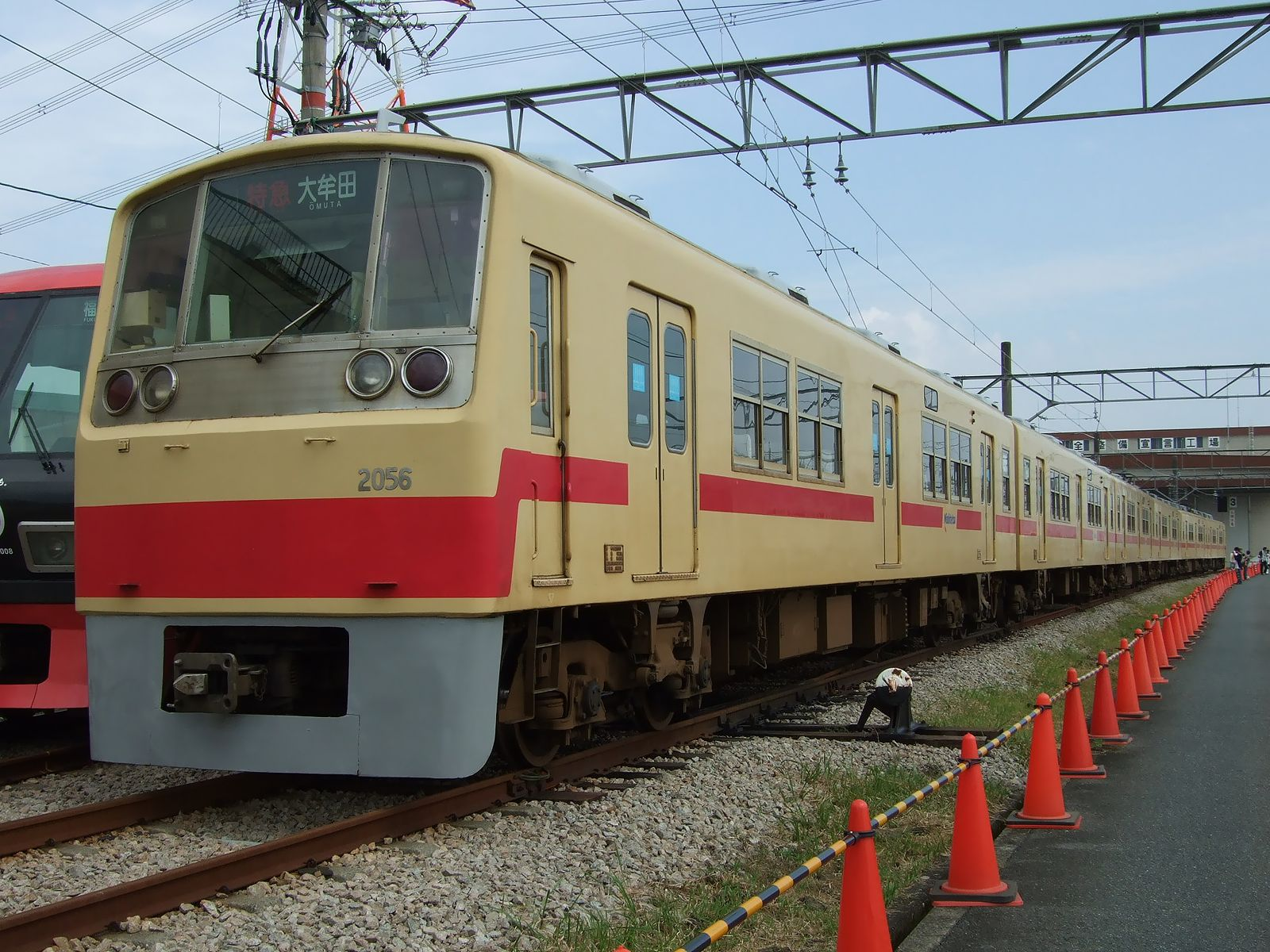
2000形
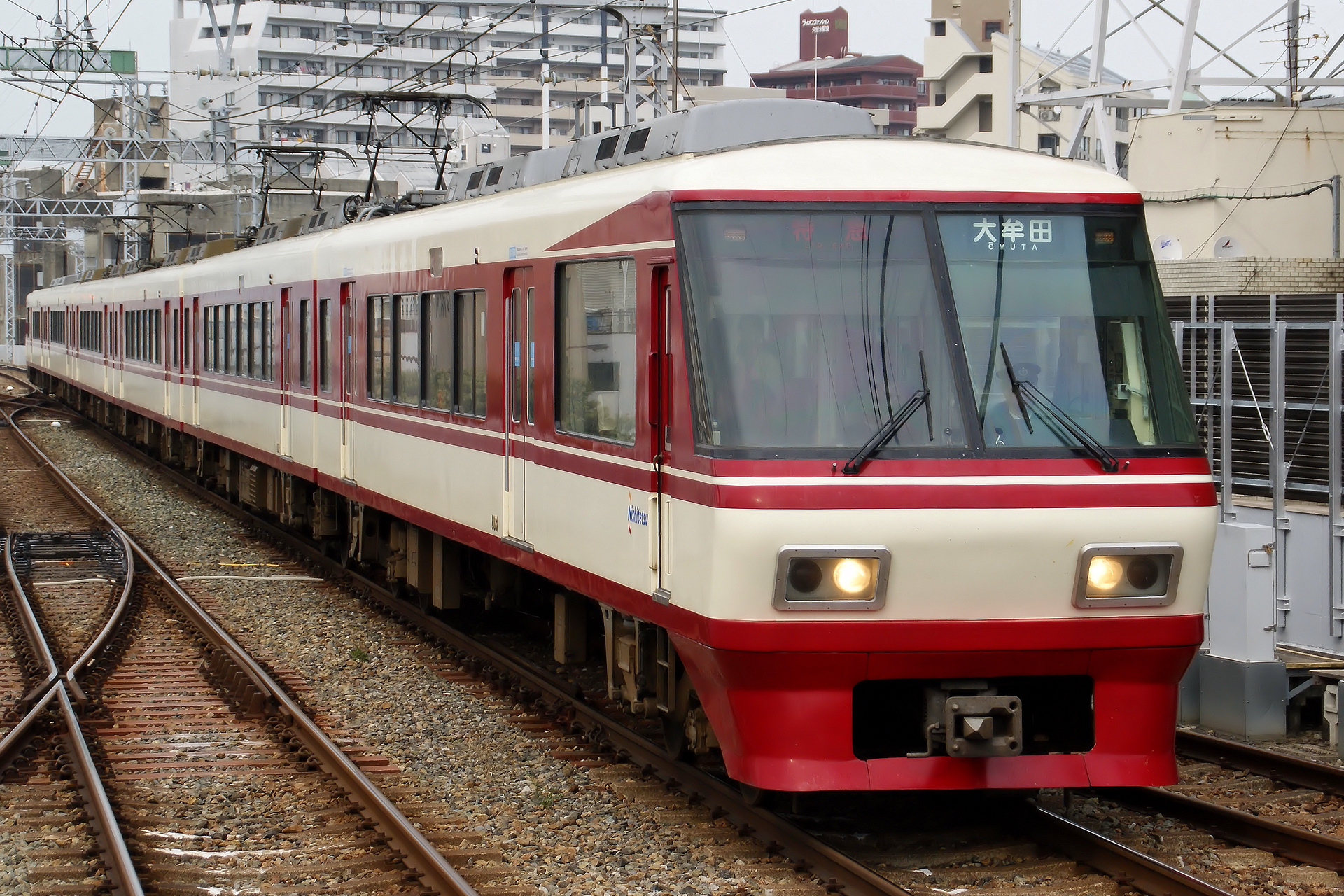
8000形

### 車両数の変遷
| 年   | 9000 | 8000 | 7050 | 7000 | 6050 | 6000 | 3000 | 2000 | 5000 | 700 | 600 | 1000 | 1300 | 300 | 200 | 100 | 20 | 合計(冷房車) |
| ---- | ---- | ---- | ---- | ---- | ---- | ---- | ---- | ---- | ---- | --- | --- | ---- | ---- | --- | --- | --- | -- | ------------ |
| 1978 |      |      |      |      |      |      |      | 36   | 39   | 4   | 57  | 20   | 8    | 22  | 30  | 12  | 18 | 246(136)     |
| 1982 |      |      |      |      |      |      |      | 36   | 63   | 4   | 57  | 24   | 8    | 20  | 30  | 12  | 4  | 258(160)     |
| 1983 |      |      |      |      |      |      |      | 36   | 72   | 4   | 57  | 24   | 8    | 20  | 30  | 6   |    | 257(181)     |
| 1984 |      |      |      |      |      |      |      | 36   | 90   | 4   | 57  | 24   | 8    | 14  | 30  |     |    | 263(211)     |
| 1985 |      |      |      |      |      |      |      | 36   | 103  | 4   | 57  | 24   | 8    | 14  | 30  |     |    | 276(232)     |
| 1986 |      |      |      |      |      |      |      | 36   | 118  | 4   | 57  | 24   | 8    | 11  | 30  |     |    | 288(239)     |
| 1987 |      |      |      |      |      |      |      | 36   | 127  | 4   | 57  | 24   |      |     | 30  |     |    | 278(248)     |
| 1988 |      |      |      |      |      |      |      | 36   | 130  | 4   | 57  | 24   |      |     | 30  |     |    | 281(251)     |
| 1989 |      | 18   |      |      |      |      |      | 36   | 130  | 4   | 57  | 24   |      |     | 30  |     |    | 299(269)     |
| 1990 |      | 36   |      |      |      |      |      | 36   | 130  | 4   | 57  | 24   |      |     | 3   |     |    | 290(287)     |
| 1991 |      | 36   |      |      |      |      |      | 36   | 133  | 4   | 51  | 24   |      |     | 3   |     |    | 287(284)     |
| 1992 |      |      |      |      |      |      |      |      |      |     |     |      |      |     |     |     |    |              |
| 1993 |      | 36   |      |      |      | 10   |      | 36   | 136  | 4   | 46  | 24   |      |     | 3   |     |    | 295(292)     |
| 1994 |      | 36   |      |      |      | 30   |      | 36   | 136  | 4   | 46  | 24   |      |     |     |     |    | 312(312)     |
| 1995 |      | 36   |      |      | 8    | 30   |      | 36   | 136  | 4   | 46  | 24   |      |     |     |     |    | 320(320)     |
| 1996 |      | 36   |      |      | 12   | 30   |      | 36   | 136  | 4   | 46  | 20   |      |     |     |     |    | 320(320)     |
| 1997 |      | 36   |      |      | 12   | 30   |      | 36   | 136  | 4   | 46  | 20   |      |     |     |     |    | 320(320)     |
| 1998 |      | 36   |      |      | 23   | 30   |      | 36   | 136  | 4   | 46  | 16   |      |     |     |     |    | 327(327)     |
| 1999 |      | 36   |      |      | 23   | 30   |      | 36   | 136  | 4   | 46  | 16   |      |     |     |     |    | 327(327)     |
| 2000 |      | 36   |      |      | 26   | 33   |      | 36   | 136  | 4   | 43  | 12   |      |     |     |     |    | 326(326)     |
| 2001 |      | 36   |      | 12   | 26   | 33   |      | 36   | 136  | 4   | 43  |      |      |     |     |     |    | 326(326)     |
| 2002 |      | 36   |      | 22   | 26   | 33   |      | 30   | 136  | 4   | 31  |      |      |     |     |     |    | 318(318)     |
| 2003 |      | 36   | 6    | 22   | 26   | 33   |      | 30   | 136  | 4   | 29  |      |      |     |     |     |    | 322(322)     |
| 2004 |      | 36   | 12   | 22   | 26   | 33   |      | 30   | 136  | 4   | 19  |      |      |     |     |     |    | 318(318)     |
| 2005 |      | 36   | 18   | 22   | 26   | 33   |      | 30   | 136  | 4   | 15  |      |      |     |     |     |    | 320(320)     |
| 2006 |      | 36   | 18   | 22   | 26   | 33   | 6    | 30   | 136  | 4   | 10  |      |      |     |     |     |    | 321(321)     |
| 2021 | 29   |      | 18   | 22   | 22   | 33   | 60   |      | 103  |     |     |      |      |     |     |     |    | 293(293)     |
| 2023 | 36   |      | 18   | 22   | 22   | 33   | 60   |      | 84   |     |     |      |      |     |     |     |    | 275(275)     |
| 2024 | 36   |      | 18   | 22   | 22   | 33   | 60   |      | 81   |     |     |      |      |     |     |     |    | 272(272)     |

- 1978年は10月1日時点、1982・83年は1月1日時点、1984年以降は4月1日時点
- 『私鉄車両編成表』各年版（ジェー・アール・アール）
- 2021年は8月時点、公式ホームページより
- 911編成（旧5123編成）および6053編成（THE RAIL KITCHEN CHIKUGO）除く

## 歴史
西鉄福岡（天神）駅 - 津福駅間と大善寺駅 - 大牟田駅間は、西鉄の前身である九州鉄道（2代目）により当初から電化路線として開業した。津福駅 - 大善寺駅間は大川鉄道により1912年（大正元年）に開業した区間で、1937年（昭和12年）に九州鉄道が大川鉄道を吸収合併した際に改軌・電化した上で組み込んだものである。1924年（大正13年）に西鉄福岡（天神）駅 - 西鉄久留米駅間が開業した当時、炭都大牟田、そして熊本市までの延伸を視野に入れていたが、1939年（昭和14年）に大牟田駅まで開通して以降、土地の確保に難航したことと、熊本県側が協力的ではなかったため、熊本延伸計画は頓挫した。
西鉄福岡（天神）駅 - 西鉄久留米駅間は開通当時から複線区間だが、西鉄久留米駅以南は資金難のため、単線で開業した。その後、八丁牟田駅付近や開駅以南など、特急同士の離合箇所を優先的に複線化したため、西鉄久留米駅以南だけでも約6割は複線化施工済である。大溝駅や倉永駅、西鉄銀水駅など上下本線に挟まれた島式プラットホームの駅が存在するのは複線化の歴史の名残である。

### 年表
- 1924年（大正13年）4月12日：九州鉄道により福岡駅（現在の西鉄福岡（天神）駅） - 久留米駅（現在の西鉄久留米駅）間が開業。
- 1927年（昭和2年）6月1日：薬院駅開業。
- 1932年（昭和7年）12月28日：九州鉄道により久留米駅 - 津福駅間が開業。
- 1937年（昭和12年）
  - 6月22日：九州鉄道が大川鉄道を合併。上久留米駅 - 津福駅 - 大善寺駅 - 榎津駅間を譲り受ける。
  - 10月1日：旧大川鉄道線の津福駅 - 大善寺間駅を1067mm軌間から1435mm軌間に改軌し、電化。大善寺駅 - 柳河駅（現在の西鉄柳川駅）間が開業（上記以外の旧大川鉄道線の歩みについては西鉄大川線を参照）。
- 1938年（昭和13年）
  - 9月1日：柳河駅 - 中島駅（現在の西鉄中島駅）間が開業。
  - 10月1日：中島駅 - 栄町駅（現在の新栄町駅）間が開業。
  - 12月1日：福岡駅 - 津福駅間を軌道法から地方鉄道法準拠に変更。
- 1939年（昭和14年）7月1日：栄町駅 - 大牟田駅間が開業し、福岡駅 - 大牟田駅間の大牟田線が全通。同日、以下11駅の改称を届出。
  - 福岡駅→九鉄福岡駅、平尾駅→九鉄平尾駅、雑餉隈駅→九鉄雑餉隈駅、二日市駅→九鉄二日市駅、小郡駅→九鉄小郡駅、久留米駅→九鉄久留米駅、柳河駅→九鉄柳河駅、中島駅→九鉄中島駅、渡瀬駅→九鉄渡瀬駅、銀水駅→九鉄銀水駅、栄町駅→九鉄栄町駅[52]。
- 1942年（昭和17年）
  - 9月19日：九州電気軌道が九州鉄道などを合併。
  - 9月22日：九州電気軌道が西日本鉄道に改称し、同社の大牟田線となる。同時に九鉄福岡駅を西鉄福岡駅に、九鉄平尾駅を西鉄平尾駅に、九鉄雑餉隈駅を西鉄雑餉隈駅に、九鉄二日市駅を西鉄二日市駅に、九鉄小郡駅を西鉄小郡駅に、九鉄久留米駅を西鉄久留米駅に、九鉄柳河駅を西鉄柳河駅に、九鉄中島駅を西鉄中島駅に、九鉄渡瀬駅を西鉄渡瀬駅に、九鉄銀水駅を西鉄銀水駅、九鉄栄町駅を西鉄栄町駅に改称。
- 1944年（昭和19年）8月10日：柳川車庫が竣功。
- 1946年（昭和21年）：臨時駅として白木原駅開業。
- 1950年（昭和25年）5月6日：白木原駅を常設駅に昇格。
- 1951年（昭和26年）11月1日：西鉄久留米駅 - 試験場前駅（現在の聖マリア病院前駅）間を複線化。
- 1954年（昭和29年）以前：中島信号場を開設。
- 1956年（昭和31年）12月1日：西鉄久留米駅以南の各駅に停車するローカル急行の運行を開始。准急を廃止。
- 1959年（昭和34年）5月1日：急行を特急に格上げ（特別料金不要）。ローカル急行を急行に格上げ。特急・急行・普通の3種別となる。最高速度を85km/hから90km/hに引き上げ[53]。
- 1960年（昭和35年）
  - 3月20日：倉永駅 - 西鉄銀水駅間を複線化。
  - 4月28日：貨物運輸営業を休止。
  - 5月1日：特急列車の最高速度を90km/hから95km/h、急行列車の最高速度を85km/hから90km/hに引き上げ[54]。
- 1961年（昭和36年）
  - 4月1日：西鉄銀水駅 - 西鉄栄町駅間を複線化。
  - 6月21日：西鉄栄町駅 - 大牟田駅間を複線化[53]。
  - 11月1日：西鉄福岡駅高架化。
- 1965年（昭和40年）11月20日：開駅 - 倉永駅間を複線化[53]。
- 1966年（昭和41年）10月1日：輸送量増加のため西鉄柳河駅の大牟田方に検車区を新築。車庫も現在地へ移転。
- 1967年（昭和42年）2月：大善寺駅 - 三潴駅間、大溝駅 - 蒲池駅間を複線化。
- 1968年（昭和43年）4月10日：大橋駅 - 春日原駅間で自動列車停止装置（ATS）使用開始[55][56]。
- 1969年（昭和44年）3月1日：櫛原駅 - 西鉄久留米駅間高架化。朝倉街道駅が急行停車駅となる。
- 1970年（昭和45年）4月28日：西鉄栄町駅を福岡寄りに221m移転し、新栄町駅と改称。
- 1971年（昭和46年）3月1日：桜台駅が開業。西鉄雑餉隈駅を雑餉隈駅に、西鉄柳河駅を西鉄柳川駅に改称。
- 1972年（昭和47年）12月26日：西鉄福岡駅 - 大牟田駅間の全区間でATS完備。
- 1974年（昭和49年）6月10日：列車集中制御装置（CTC）完成。
- 1975年（昭和50年）12月20日：シルバーシート設置。
- 1978年（昭和53年）3月3日：西鉄平尾駅 - 大橋駅間を高架化[53]。大橋駅が急行停車駅となる。
- 1982年（昭和57年）3月25日：筑紫車庫・検車区が完成し、使用開始。
- 1983年（昭和58年）3月26日：春日原駅が急行停車駅となる。特急列車の最高速度を95km/hから100km/hに引き上げ[53]。
- 1987年（昭和62年）
  - 1月1日：筑紫工場操業開始に伴い、二日市工場・車庫の全面移転完了。
  - 3月25日：直行の運行を開始し、4種別となる。
  - 10月1日：主要16駅に自動改札機を設置[57]。
- 1989年（平成元年）9月1日：下大利駅が急行停車駅となる[58]。
- 1992年（平成4年）3月25日：三国が丘駅が開業[59]。
- 1994年（平成6年）3月：気象観測システム導入[60]。
- 1995年（平成7年）
  - 3月25日：西鉄福岡駅 - 西鉄平尾駅間を高架化[61]。薬院駅が全列車停車駅となる[62]。
  - 4月25日：終日禁煙実施。
- 1997年（平成9年）
  - 1月15日：三潴駅 - 大溝駅間を複線化。複線化に伴い、犬塚駅が1面2線から2面2線となる。
  - 9月27日：西鉄福岡駅の改良工事完成。日中の西鉄福岡駅 - 西鉄小郡駅間で急行を増発（筑紫から各駅に停車）。筑紫駅が急行停車駅となる。
- 2001年（平成13年）
  - 1月1日：線名を大牟田線から天神大牟田線に改称し、西鉄福岡駅を西鉄福岡（天神）駅に改称[32]。
  - 1月20日：快速急行の運行を開始[32]し、5種別となる。
  - 11月10日：西鉄久留米駅 - 大牟田駅間の一部列車をワンマン運転化。大善寺駅が全列車停車駅となる。
- 2004年（平成16年）10月17日：西鉄久留米駅 - 津福駅間を高架化[63]。花畑駅が全列車停車駅となる。
- 2008年（平成20年）
  - 2月16日：特急列車の最高速度を100km/hから110km/hに引き上げ。
  - 3月22日：ダイヤ改正。
  - 5月18日：ICカードnimocaを導入。
- 2010年（平成22年）3月27日：紫駅が開業。直行・快速急行を廃止し、3種別となる。
- 2012年（平成24年）
  - 3月24日：三国が丘駅が急行停車駅となる。
  - 7月2日-9月7日：電力需給逼迫に伴う節電対策のため、平日日中を中心に使用車両を差し替え、一部列車の車両数を減車して運行（6両編成→5両編成、5両編成→4両編成、4両編成→3両編成で運行）。
- 2014年（平成26年）3月22日：午前中に西鉄福岡（天神）駅発太宰府駅行き急行平日3本・土休日5本を新設。
- 2017年（平成29年）
  - 2月1日：全駅に駅ナンバリングを導入[4]。
  - 8月26日 大橋駅が全列車停車駅となる。
- 2018年（平成30年）5月15日：上り普通列車が扉が完全に閉まらない状態で白木原駅を発車、そのまま雑餉隈駅まで運行する重大インシデントが発生。負傷者はいなかった[64]。
- 2019年（平成31年）
  - 2月28日：西鉄福岡（天神）駅でホームドアの実証実験を開始[65]。
  - 3月23日 観光列車「THE RAIL KITCHEN CHIKUGO」運行開始[29]。
- 2020年（令和2年）9月10日：JR九州の「A列車で行こう」と西鉄の「THE RAIL KITCHEN CHIKUGO」が初のコラボ。大牟田駅がJRと西鉄の共同使用駅であることを活用し、両列車を片道ずつ利用し大牟田市内にある「石炭産業科学館」や「宮原坑」などの石炭産業を見学するツアーを実施[66]。
- 2021年（令和3年）4月1日：駅集中管理システムを導入。西鉄柳川駅および実施済の矢加部駅、徳益駅を除く三潴駅 - 西鉄銀水駅間の各駅を終日無人駅化[67][68]。
- 2022年（令和4年）
  - 4月1日：駅集中管理システムの範囲を桜台駅 - 安武駅間まで拡大（但し、途中の筑紫駅、三国が丘駅、西鉄小郡駅、端間駅、宮の陣駅、西鉄久留米駅、花畑駅、大善寺駅は除く。また、一部駅は一定時間は駅員を固定配置）[69]。
  - 8月28日 雑餉隈駅 - 下大利駅間を高架化。
- 2024年（令和6年）
  - 3月16日：桜並木駅が開業[70][71][72][18]。試験場前駅を聖マリア病院前駅に改称[72][18]。春日原駅が特急停車駅となる[18]。西鉄平尾駅・高宮駅に平日朝時間帯の上り（西鉄福岡（天神）行き）急行が停車する[18]。
- 2025年（令和7年）- 2027年（令和9年）：貝塚線の運用を担っている600形8編成16両を廃車し、代替車両として当線から貝塚線に7050形8編成16両が車両再生工事を受けた上で転属する[49]。

### 雑餉隈駅〜下大利駅間連続立体交差事業関連
2023年（令和5年）時点で、雑餉隈駅から下大利駅間において、連続立体交差事業（鉄道高架橋新設工事）が進行中である。
具体的な事業区間は、井尻駅と雑餉隈駅間の鹿児島本線の頭上をオーバークロスする辺りから、大牟田方面に向かって下大利駅を過ぎた後で御笠川を渡る鉄橋の手前辺りまでである。井尻駅と雑餉隈駅間の鹿児島本線オーバークロス付近から、福岡市と春日市の市境までの約1.86kmを福岡市、同市境を境に、下大利駅手前の御笠川を渡る鉄橋までの約3.30kmを福岡県が事業を進めている。事業計画の予備調査が実施された1985年時点の段階では、春日原駅から下大利駅間までが事業計画区間だったが、後に計画変更で延伸された。
本事業によって、福岡市が行う事業区間で7箇所、福岡県が行う事業区間で12箇所、合計19箇所の踏切が廃止された。鉄道高架化により、踏切事故の解消や、朝晩を中心に慢性的に発生していた、踏切遮断による渋滞の解消が期待されている。
また、雑餉隈 - 春日原間には新駅「桜並木駅」が設置された（場所は県道49号大野城二丈線との交差部分付近、西日本鉄道雑餉隈自動車営業所の隣接地）。
建設方式として、現在線の横に本線の高架工事終了まで使用する仮線を敷いて営業する仮線方式と、現在線の直上に高架橋を建設する直上方式で建設が進められた。事業区間の起点である下大利駅手前の御笠川にかかる鉄橋の手前辺りから白木原駅までと、大牟田方面に向かって雑餉隈駅手前の区間である南八幡町から三筑辺りまでは仮線方式が採用されており、下大利駅周辺から白木原駅までの、下り線の線路沿いにあったマンションや民家などは2000年代後半から徐々に立ち退きとなった。2014年（平成26年）3月22日のダイヤ改正からは、下大利駅から白木原駅までの区間が仮線での運行に切り替わり、下大利駅についても仮駅舎での営業が開始された。
当初、2020年度（令和2年度）内の高架切り替えを予定していたが、春日原駅での新駅舎工事の際、旧駅舎のホーム下から地質調査で把握できなかった工事に支障をきたすコンクリートの基礎が発見された。2019年（令和元年）10月31日、福岡県に事業計画延期に関する協議の申し出があった。これにより、福岡県が事業を担当する春日原駅 - 下大利駅間については、支障物の撤去と新駅舎の基礎工事に2年、新駅舎の整備などにさらに2年かかり、完成は計画より最大4年遅れる見込みとなっている（福岡市担当区間についても影響を受ける）。これにより、高架切り替えは2020年度（令和2年度）末から1年8か月程度の遅れとなり、新駅設置も遅れる見込みである。
本事業対象外の井尻駅周辺（区間は九州新幹線交差部から鹿児島本線交差部まで）については、福岡高速5号線（都市計画道路 福岡前原線）、国道202号福岡外環状道路（都市計画道路 井尻粕屋線）がそれぞれ立体交差化が完了していることもあり、高架化を実施する予定はない。この区間内のうち、井尻1号踏切が緊急対策踏切の対象で国土交通省から歩行者ボトルネック踏切に指定されており、福岡市議会において、費用対効果についての検証が行われた。なお、福岡高速5号線については、鉄道高架化を前提に建設されたため、この区間を高架化する場合も、道路への影響はない。

#### 年譜
- 1985年（昭和60年）：大野城市と春日市が連続立体交差事業予備調査[81][82]。
- 1992年（平成4年）：春日市大野城市連立事業推進協議会が発足。
- 2001年（平成13年）10月：都市計画決定（都市計画の一つに、2003年2月には白木原駅の西口ロータリーなどが整備される）。
- 2008年（平成20年）3月：それまで、事業対象外区間であった雑餉隈駅付近の地元からの高架化の要望を受けて、都市計画の決定変更。
- 2010年（平成22年）7月：都市計画事業認可（元々の事業区間は事業認可変更扱い）。
- 2019年（令和元年）11月1日：福岡県から春日原駅における想定外の支障物の撤去に相当の時間を要すると報告[78]。具体的には、西鉄が2019年6月に旧春日原駅舎の基礎撤去作業を開始したところ、想定外のコンクリートと杭があったのを確認したというもの[83]。
- 2020年（令和2年）2月3日：福岡県が設置した「西鉄天神大牟田線（春日原駅 - 下大利駅）連続立体交差事業計画検証委員会」の第3回検証委員会において、高架切り替えの遅れは、1年8か月程度であることを福岡県議会に報告[78]。その後、福岡市役所が発表した資料にて、高架切り替えの遅れは、1年5か月程度であることを公表[84]。
- 2022年（令和4年）8月28日：高架化[85]。西鉄側から2019年10月末に工期の変更が必要であるという理由で事業計画の変更を申し入れる前までは[86]、2021年3月に高架化する予定だった[84][87]。
- 2023年（令和5年）度：雑餉隈駅の新駅舎完成予定[70]。
- 2024年（令和6年）
  - 3月16日：雑餉隈駅 - 春日原駅間に新駅「桜並木駅」が開業[70][71][72][18]。
  - 4月19日：臨時有料座席列車「Nライナー」運行開始[25]。
  - 11月末：春日原駅 - 都府楼前駅間工事完了予定[73]。西鉄側から2019年10月末に工期の変更が必要であるという理由で事業計画の変更を申し入れる前までは[86]、2022年3月末の予定だった[73]。
- 2025年（令和7年）度：雑餉隈駅付近側道工事完了予定[70]。

## 駅一覧
- 全駅福岡県内に所在。
- 普通列車は全駅に停車するため省略。
- 途中で急行から普通、普通から急行に種別を変更する列車あり。
- JR（旧国鉄）の駅との混同を避けるため駅名に「西鉄」を冠する駅が多い。ただし、白木原駅など、同時に存在した時期があるにもかかわらず、「西鉄」を冠したことがない駅もある。なお、雑餉隈駅は元々「西鉄」を冠していたが、1966年に国鉄の駅が雑餉隈駅から南福岡駅と改称したことを受け、1971年に「西鉄」が削除された。

凡例
●：停車
▲：平日朝時間帯の上りのみ停車
｜：通過
線路 … ||：複線区間、◇：単線区間（列車交換可能）、｜：単線区間（列車交換不可）、∨：ここより下は単線、∧：ここより下は複線
#印のある駅は複線区間における列車待避可能駅
| 駅番号 | 駅名               | 駅間 キロ | 営業 キロ | 急行 | 特急 | 接続路線                                                                    | 線路 | 所在地        | 所在地        | 所在地 |
| ------ | ------------------ | --------- | --------- | ---- | ---- | --------------------------------------------------------------------------- | ---- | ------------- | ------------- | ------ |
| T01    | 西鉄福岡（天神）駅 | -         | 0.0       | ●    | ●    | 福岡市地下鉄： 空港線（天神駅：K08） 福岡市地下鉄： 七隈線（天神南駅：N16） | \|   | 福岡市        | 中央区        |        |
| T02    | 薬院駅             | 0.8       | 0.8       | ●    | ●    | 福岡市地下鉄： 七隈線（N14）                                                | \|   | 福岡市        | 中央区        |        |
| T03    | 西鉄平尾駅         | 1.0       | 1.8       | ▲    | ｜   |                                                                             | \|   | 福岡市        | 中央区        |        |
| T04    | 高宮駅             | 1.1       | 2.9       | ▲    | ｜   |                                                                             | \|   | 福岡市        | 南区          |        |
| T05    | 大橋駅#            | 1.4       | 4.3       | ●    | ●    |                                                                             | \|   | 福岡市        | 南区          |        |
| T06    | 井尻駅             | 1.8       | 6.1       | ｜   | ｜   |                                                                             | \|   | 福岡市        | 南区          |        |
| T07    | 雑餉隈駅           | 1.9       | 8.0       | ｜   | ｜   |                                                                             | \|   | 福岡市        | 博多区        |        |
| T08    | 桜並木駅           | 0.5       | 8.5       | ｜   | ｜   |                                                                             | \|   | 福岡市        | 博多区        |        |
| T09    | 春日原駅#          | 1.0       | 9.5       | ●    | ●    |                                                                             | \|   | 春日市        | 春日市        |        |
| T10    | 白木原駅           | 1.3       | 10.8      | ｜   | ｜   |                                                                             | \|   | 大野城市      | 大野城市      |        |
| T11    | 下大利駅           | 0.8       | 11.6      | ●    | ｜   |                                                                             | \|   | 大野城市      | 大野城市      |        |
| T12    | 都府楼前駅         | 2.2       | 13.8      | ｜   | ｜   |                                                                             | \|   | 太宰府市      | 太宰府市      |        |
| T13    | 西鉄二日市駅#      | 1.4       | 15.2      | ●    | ●    | 西日本鉄道：D 太宰府線                                                      | \|   | 筑紫野市      | 筑紫野市      |        |
| T14    | 紫駅               | 0.9       | 16.1      | ｜   | ｜   |                                                                             | \|   | 筑紫野市      | 筑紫野市      |        |
| T15    | 朝倉街道駅         | 1.5       | 17.6      | ●    | ｜   |                                                                             | \|   | 筑紫野市      | 筑紫野市      |        |
| T16    | 桜台駅             | 1.8       | 19.4      | ｜   | ｜   |                                                                             | \|   | 筑紫野市      | 筑紫野市      |        |
| T17    | 筑紫駅#            | 1.4       | 20.8      | ●    | ｜   |                                                                             | \|   | 筑紫野市      | 筑紫野市      |        |
| T18    | 津古駅             | 2.2       | 23.0      | ｜   | ｜   |                                                                             | \|   | 小郡市        | 小郡市        |        |
| T19    | 三国が丘駅         | 1.1       | 24.1      | ●    | ｜   |                                                                             | \|   | 小郡市        | 小郡市        |        |
| T20    | 三沢駅             | 1.5       | 25.6      | ｜   | ｜   |                                                                             | \|   | 小郡市        | 小郡市        |        |
| T21    | 大保駅             | 1.4       | 27.0      | ｜   | ｜   |                                                                             | \|   | 小郡市        | 小郡市        |        |
| T22    | 西鉄小郡駅#        | 1.7       | 28.7      | ●    | ｜   | 甘木鉄道：甘木線（小郡駅）                                                  | \|   | 小郡市        | 小郡市        |        |
| T23    | 端間駅             | 2.0       | 30.7      | ｜   | ｜   |                                                                             | \|   | 小郡市        | 小郡市        |        |
| T24    | 味坂駅             | 3.0       | 33.7      | ｜   | ｜   |                                                                             | \|   | 小郡市        | 小郡市        |        |
| T25    | 宮の陣駅           | 2.8       | 36.5      | ●    | ｜   | 西日本鉄道：A 甘木線                                                        | \|   | 久留米市      | 久留米市      |        |
| T26    | 櫛原駅             | 1.2       | 37.7      | ｜   | ｜   |                                                                             | \|   | 久留米市      | 久留米市      |        |
| T27    | 西鉄久留米駅#      | 0.9       | 38.6      | ●    | ●    |                                                                             | \|   | 久留米市      | 久留米市      |        |
| T28    | 花畑駅#            | 0.9       | 39.5      | ●    | ●    |                                                                             | \|   | 久留米市      | 久留米市      |        |
| T29    | 聖マリア病院前駅   | 0.6       | 40.1      | ｜   | ｜   |                                                                             | ∨    | 久留米市      | 久留米市      |        |
| T30    | 津福駅             | 1.3       | 41.4      | ｜   | ｜   |                                                                             | ◇    | 久留米市      | 久留米市      |        |
| T31    | 安武駅             | 1.4       | 42.8      | ｜   | ｜   |                                                                             | ◇    | 久留米市      | 久留米市      |        |
| T32    | 大善寺駅           | 2.3       | 45.1      | ●    | ●    |                                                                             | ∧    | 久留米市      | 久留米市      |        |
| T33    | 三潴駅             | 1.8       | 46.9      | ｜   | ｜   |                                                                             | \|   | 久留米市      | 久留米市      |        |
| T34    | 犬塚駅             | 1.1       | 48.0      | ｜   | ｜   |                                                                             | \|   | 久留米市      | 久留米市      |        |
| T35    | 大溝駅             | 2.6       | 50.6      | ｜   | ｜   |                                                                             | \|   | 三潴郡 大木町 | 三潴郡 大木町 |        |
| T36    | 八丁牟田駅         | 2.3       | 52.9      | ｜   | ｜   |                                                                             | \|   | 三潴郡 大木町 | 三潴郡 大木町 |        |
| T37    | 蒲池駅             | 2.6       | 55.5      | ｜   | ｜   |                                                                             | ∨    | 柳川市        | 柳川市        |        |
| T38    | 矢加部駅           | 1.8       | 57.3      | ｜   | ｜   |                                                                             | ｜   | 柳川市        | 柳川市        |        |
| T39    | 西鉄柳川駅         | 1.1       | 58.4      | ●    | ●    |                                                                             | ◇    | 柳川市        | 柳川市        |        |
| T40    | 徳益駅             | 1.3       | 59.7      | ｜   | ｜   |                                                                             | ｜   | 柳川市        | 柳川市        |        |
| T41    | 塩塚駅             | 1.4       | 61.1      | ｜   | ｜   |                                                                             | ◇    | 柳川市        | 柳川市        |        |
| -      | 中島信号場         | -         | (63.1)    | ｜   | ｜   |                                                                             | ◇    | 柳川市        | 柳川市        |        |
| T42    | 西鉄中島駅         | 2.4       | 63.5      | ｜   | ｜   |                                                                             | ｜   | 柳川市        | 柳川市        |        |
| T43    | 江の浦駅           | 1.6       | 65.1      | ｜   | ｜   |                                                                             | ◇    | みやま市      | みやま市      |        |
| T44    | 開駅               | 1.5       | 66.6      | ｜   | ｜   |                                                                             | ∧    | みやま市      | みやま市      |        |
| T45    | 西鉄渡瀬駅#        | 1.3       | 67.9      | ｜   | ｜   |                                                                             | \|   | 大牟田市      | 大牟田市      |        |
| T46    | 倉永駅             | 1.7       | 69.6      | ｜   | ｜   |                                                                             | \|   | 大牟田市      | 大牟田市      |        |
| T47    | 東甘木駅           | 1.2       | 70.8      | ｜   | ｜   |                                                                             | \|   | 大牟田市      | 大牟田市      |        |
| T48    | 西鉄銀水駅         | 1.3       | 72.1      | ｜   | ｜   |                                                                             | \|   | 大牟田市      | 大牟田市      |        |
| T49    | 新栄町駅           | 1.6       | 73.7      | ●    | ●    |                                                                             | \|   | 大牟田市      | 大牟田市      |        |
| T50    | 大牟田駅           | 1.1       | 74.8      | ●    | ●    | 九州旅客鉄道： 鹿児島本線（JB27）                                           | \|   | 大牟田市      | 大牟田市      |        |

### 鹿児島本線の駅と近接している駅
上表の接続路線・備考欄の駅のほかに、西鉄とJRの駅同士が1km未満、概ね徒歩5分から15分以内での移動が可能で、徒歩連絡できる駅もある。以下にそれらの例を記す。左側が西鉄の駅、右側がJR（鹿児島本線）の駅である。
- 井尻駅 - 笹原駅（約600m）
- 雑餉隈駅 - 南福岡駅（約800m）
- 桜並木駅 - 南福岡駅（約700m）
- 春日原駅 - 春日駅（約500m）
- 白木原駅 - 大野城駅（約750m）
- 下大利駅 - 水城駅（約600m）
- 紫駅 - 二日市駅（約500m）
- 朝倉街道駅 - 天拝山駅（約600m）
- 倉永駅 - 吉野駅（約900m）
- 西鉄銀水駅 - 銀水駅（約500m）

主に鹿児島本線と天神大牟田線が近い範囲で並走する福岡市南部（南区・博多区）や筑紫地域および大牟田市内において、徒歩連絡が可能な駅が存在する。
薬院駅 - 博多駅間、大橋駅 - 竹下駅間、西鉄二日市駅・紫駅 - JR二日市駅間、筑紫駅 - 原田駅間、西鉄久留米駅 - JR久留米駅間、花畑駅 - 久留米高校前駅（久大本線）間はそれぞれ1km以上の距離があるが、各駅間に西鉄バスが運行されており、路線バス利用で10分前後で移動できる。薬院駅 - 博多駅間は西鉄バスのほか、2023年（令和5年）には福岡市地下鉄七隈線が延伸開業しており、地下鉄とバスによる競合区間となっている。